# 神奈川縣
神奈川縣（日语：／ Kanagawa Ken */?）是位於日本關東地方西南部的一級行政區，範圍包括了舊相模國全境和武藏國的部分地區。神奈川縣的面積有2,416.17平方公里，佔日本全國的約0.6%，在各都道府縣中排名第43位。2025年，神奈川縣有人口約922萬，是日本人口最多的縣，是僅次於東京都的人口第二多的一級行政區。
神奈川縣轄有19市、13町、1村，縣廳所在地是橫濱市。神奈川縣擁有橫濱市、川崎市、相模原市等3個政令指定都市，是日本唯一擁有兩個以上政令指定都市的一級行政區。縣名「神奈川」，由來於東海道的宿場町神奈川宿（位於現橫濱市神奈川區），以及幕末時設置的神奈川奉行所（位於現橫濱市西區紅葉丘）。
因鄰近東京都，受到東京一極集中的外溢效果影響，神奈川縣的人口在20世紀持續快速增加，並且工商業在日本產業界亦有重要地位。神奈川縣的人口主要集中在東部的東京灣沿岸地區。憑藉交通之便利，這一地區具有強烈的東京衛星城色彩。神奈川縣南部的湘南地區及西南部的箱根地區是日本具代表性的觀光度假地。南部的鎌倉市及小田原市在日本古代和中世史上有重要地位。神奈川縣內陸地區人口密度相對較低，憑藉相對較低的地價和鐵路路線的發展而在戰後成為首都圈的睡城和工業及物流據點，亦是重要的水源地。

## 象徵
現行的神奈川縣章圖案制定於1948年11月3日，是通過公開徵集選出。其設計理念是將漢字「神」左右對稱的圖案。縣章圖案亦被用於縣旗。神奈川縣的縣鳥是海鷗、縣樹是銀杏、縣花是山百合。神奈川縣在1951年將山百合制定為縣花，是日本第一個制定縣花的縣。縣樹和縣花均是通過公開票選選出。

## 地理

### 地形

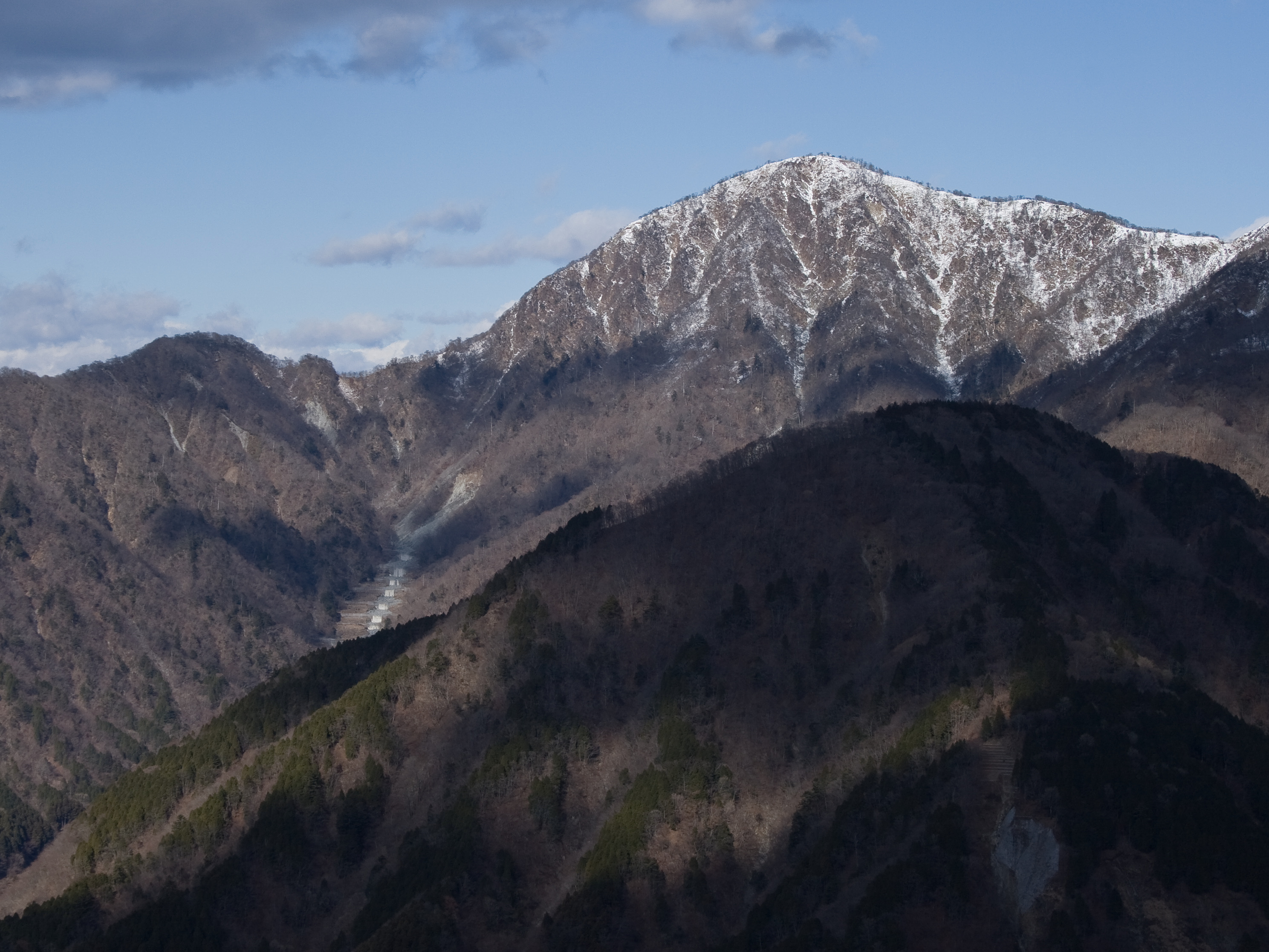
神奈川縣最高峰蛭岳

神奈川縣位於關東平原的西南部，在北側和東京都、在西側和山梨縣及靜岡縣接壤。東側是東京灣，南側是相模灣:292。神奈川縣最東端位於川崎市川崎區浮島町，最西端位於山北町三國山，東西寬約80公里；最南端位於三浦市城島安房崎，最北端位於相模原市綠區生藤山，南北長約60公里。神奈川縣的最高峰是丹澤山地的蛭岳，海拔1,673米。
按地形來看，神奈川縣可以分為三個地區：由多摩丘陵和三浦半島組成的東部丘陵區；由相模川和洪積台地和沖積平原構成的中央低地區；由丹澤山地及箱根火山構成的西部山地區:292。以面積計算，神奈川縣28%是山地，其次是佔21%的台地、20%的低地、17%的丘陵、9%的火山、5%的填海地:292。東部丘陵區東北部有由多摩川沖積形成的多摩川低地:295。中央低地中的相模平原部分是相模川沖積形成的產物，而相模平原東側則是相模原台地:295-296。西部山地區除了沿海的足柄平原之外均是山地，其中南部是巨大的破火山口箱根火山，北部是丹澤山地:296。箱根火山活躍的火山活動亦是附近地區溫泉的熱源:388-389。神奈川縣內有多條活斷層，主要分佈在中部的伊勢原斷層、西南部的箱根火山區、東南部的三浦半島。相模灣至房總半島東南部的海域地處板塊交界帶，1923年關東大地震的震源亦在這裡。神奈川縣西部亦是地震較為頻發的地區。
神奈川縣的海岸線全長435.09公里，可分為東側的東京灣海岸線和南側的相模灣海岸線。東側的東京灣部分幾乎都是人工海岸，其中的橫須賀市附近海岸屬於溺灣地形，是天然良港。相模灣的海岸線則相對平直，自然海岸較多。自江戶時代開始，神奈川縣就已有通過填海來開發新田的歷史。20世紀之後，神奈川縣在川崎市、橫濱市兩市的沿海地區進行大規模填海，並將獲得土地作為工業和港口用地使用。橫濱市都心最精華的橫濱車站附近地區、港未來、關內都是幕末至現代通過填海形成的土地:320。神奈川縣海岸中僅有三成是自然海岸。為保護自然海岸，神奈川縣自1970年代開始抑制在相模灣沿岸的填海。

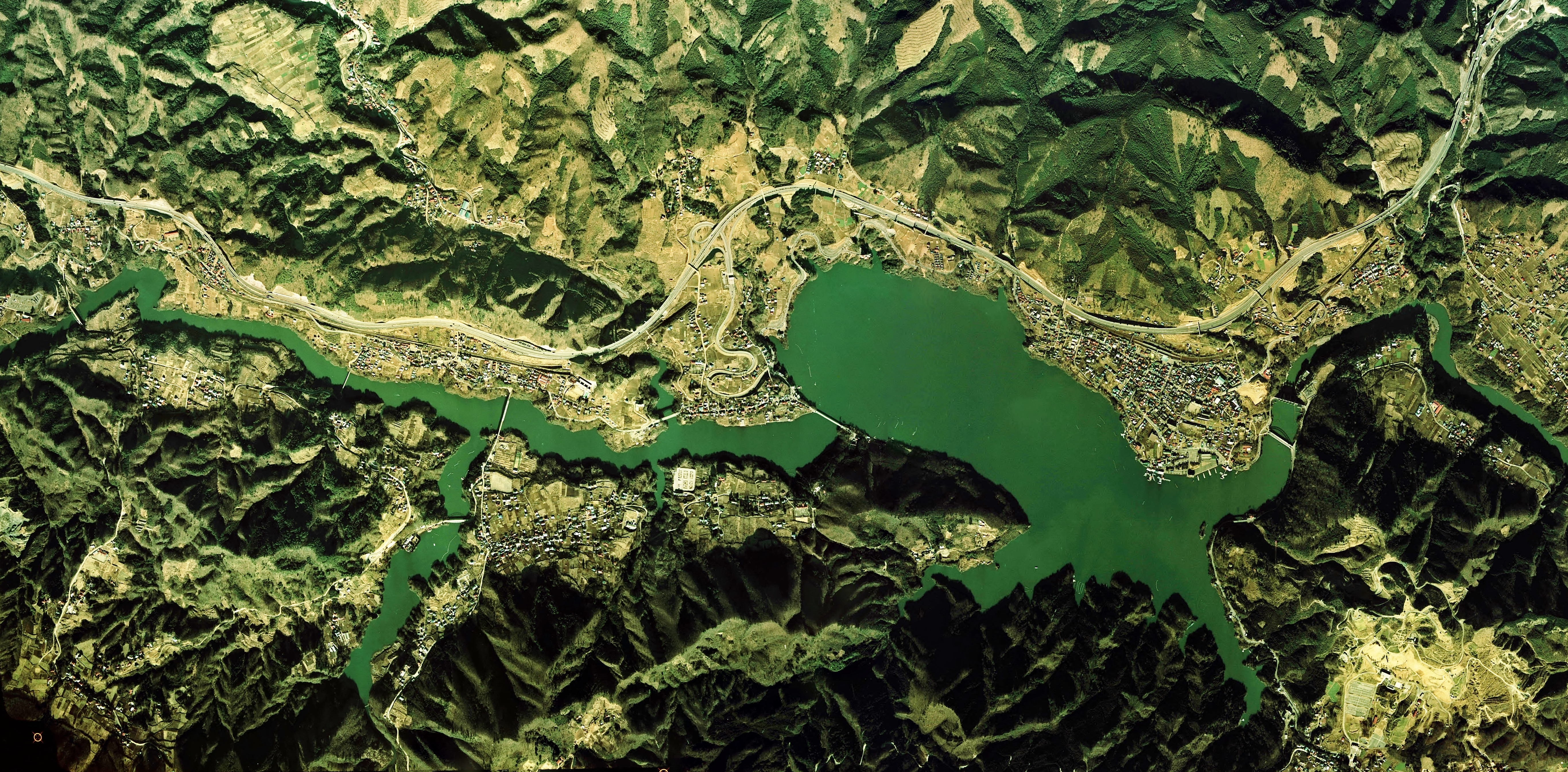
相模湖是截流相模川形成的人工湖

### 水文
神奈川縣有多摩川、相模川、鶴見川三個一級水系，其中多摩川是神奈川縣和東京都的界河，相模川、鶴見川則是大部分幹流位於神奈川縣境內的河川。相模川發源於山梨縣山中湖，主要流經神奈川縣中部地區，是這三條河流中在神奈川縣內最長和流域面積最大的河流，亦是神奈川縣重要的用水來源。鶴見川發源於東京都町田市，流域主要位於川崎市和橫濱市北部。由於主要流經都會區，因此鶴見川的水患和水污染問題曾極為嚴重，但水質在近年已有改善。除了一級水系外，神奈川縣內還有23個二級水系。神奈川縣最大的天然湖泊是蘆之湖，由火山活動形成。神奈川縣最大的人工湖是宮瀨水庫形成的宮瀨湖。

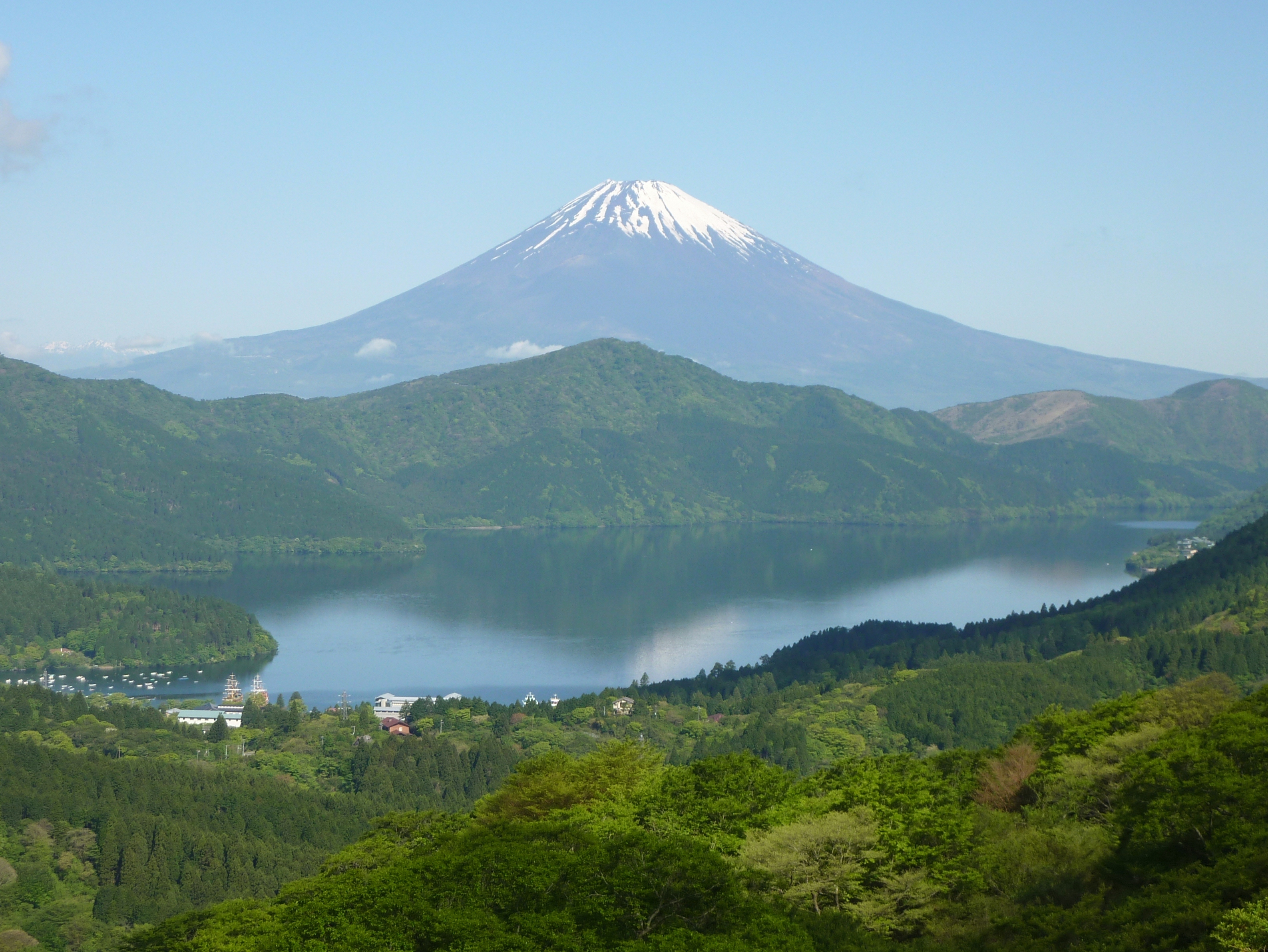
春夏之交的蘆之湖及富士山

### 氣候
神奈川縣屬於太平洋側氣候區，且受到途徑相模灣的黑潮影響，氣候較為溫暖，夏季高溫多濕，冬季則晴朗乾燥:292。沿海及內陸地區在夏季的日最高氣溫經常超過30°C，山區則不到30°C；冬季大部分地區的最低氣溫不低於0°C前後，部分山區會低於-5°C。除了山區之外，神奈川縣大部分地區的年均降水量不到1,800毫米；山區的平均降水量則大幅高於其它地區，箱根更超過3,500毫米。降水量較多的山區亦是神奈川縣重要的水源涵養地。神奈川縣平地較少有降雪，但箱根火山地區在12月至2月會出現積雪:296。據氣象廳的統計，神奈川縣沿海的橫濱的年均氣溫為16.2°C、年均降水量有1730.8毫米。
神奈川縣自3月開始氣候逐漸轉暖入春；6月上旬至7月中旬則是梅雨時節。梅雨結束後神奈川縣進入夏季。盛夏時期受太平洋高氣壓影響，神奈川縣受颱風影響較少。但8月下旬至10月上旬，颱風接近接近神奈川縣的次數增加。這一時期亦是神奈川縣逐漸由夏季進入秋季的時期。冬季的神奈川縣受到西伯利亞高氣壓的影響氣候乾燥，東海岸風力較強。

## 歷史

### 史前至室町時代

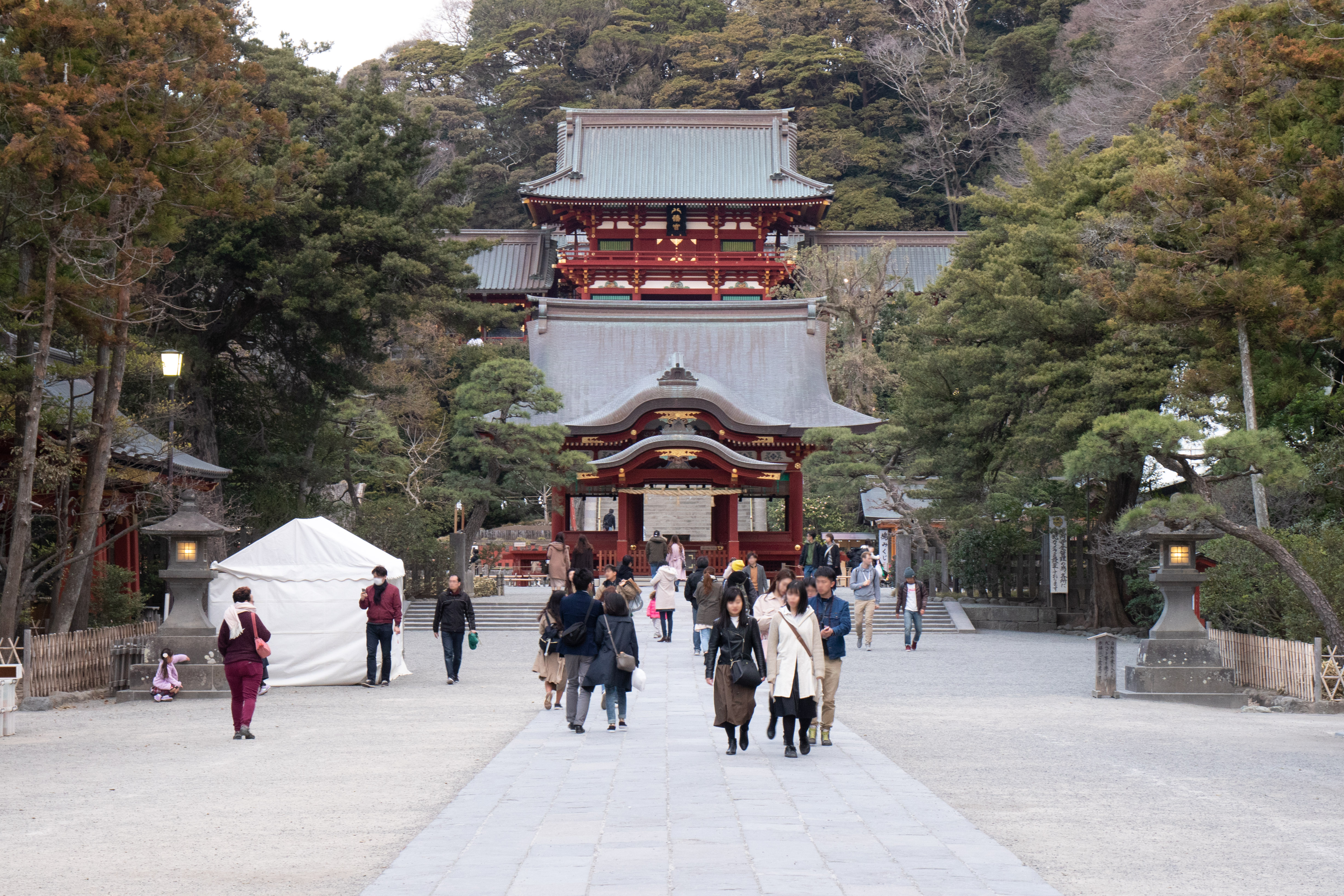
鎌倉市的鶴岡八幡宮和源賴朝有著密切關係

神奈川縣最古老的石器時代遺跡是位於綾瀨市吉岡蟹谷丘陵的吉岡遺跡群，距今有約36,000年至38,000年的歷史:10。神奈川縣各地均發現了舊石器時代後期的遺跡，其中又以相模川東岸的相模野台地最多:12，主要遺跡有田名向原遺跡等地。在大和市上野遺跡發現的土器片是日本最早的土器片，亦是自石器時代至繩紋時代過渡期的重要遺跡:15。神奈川縣的繩紋時代初期遺跡多聚集在三浦半島，中期的遺跡則擴大至內陸:20-23。至繩紋時代後期，由於氣候轉冷，來自植物的食物減少，古人重新遷居至海岸附近以尋找食物，遺跡亦重新主要分佈在海岸地區:23。
位於小田原市的中里遺跡是關東地方歷史最古老的彌生時代遺跡之一。神奈川縣彌生時代中後期的遺跡數要大幅多於初期。位於橫濱市都筑區的大塚遺跡是日本第一個以完整形態被發現的環濠集落遺跡:27。四世紀後期，神奈川縣進入古墳時代。位於川崎市幸區的加瀨白山古墳和平塚市的真土大塚山古墳是這一時期神奈川縣具代表性的前方後圓墳:32-33。至古墳時代末期，前方後圓墳從神奈川縣消失，取而代之的是小規模古墳:35-36。
701年（大寶元年）制定大寶令之後，現在的神奈川縣分屬武藏國（在神奈川縣內的部分是川崎市和橫濱市大部分地區）、相模國兩國:42。武藏國在神奈川縣內有橘樹郡、都筑郡、久良郡三郡:48。相模國則共有八郡，其國府所在地迄今不明，但多認為至少經歷過一次搬遷:43-44；相模國的國分寺則位於現海老名市:44-45。12世紀時，相模國已有眾多莊園。這些莊園也成為後來鎌倉武士的源流:67。
1180年（治承四年），以仁王和源賴朝合作，討伐當時的掌權者平氏一族:74。起兵之後，源賴朝支配了相模國，並選擇鎌倉作為主要據點，在此開設幕府:75-78。此後在鎌倉時代。直到1333年（元弘三年），新田氏攻滅北條氏導致鎌倉幕府滅亡為止，鎌倉都是東國的中心:98。而北條氏的勢力範圍在此後成為足利尊氏的勢力範圍:101。1336年（建武三年），室町幕府成立，幕府暫時設立在京都:102。1349年（貞和五年），鎌倉府成立，鎌倉作為東國中心的地位重新得到確認:102-103。鎌倉府的政務實際由關東管領掌握，而這一職位由上杉氏世襲。自這一時期至1416年（應永23年）上杉禪秀之亂為止，包括相模國在內的神奈川縣都實際由上杉氏控制:107-109。上杉禪秀之亂之後，鎌倉府秩序開始瓦解。在相模國和武藏國，上杉氏家臣長尾氏、太田氏的勢力開始擴大:114。

### 戰國及江戶時代

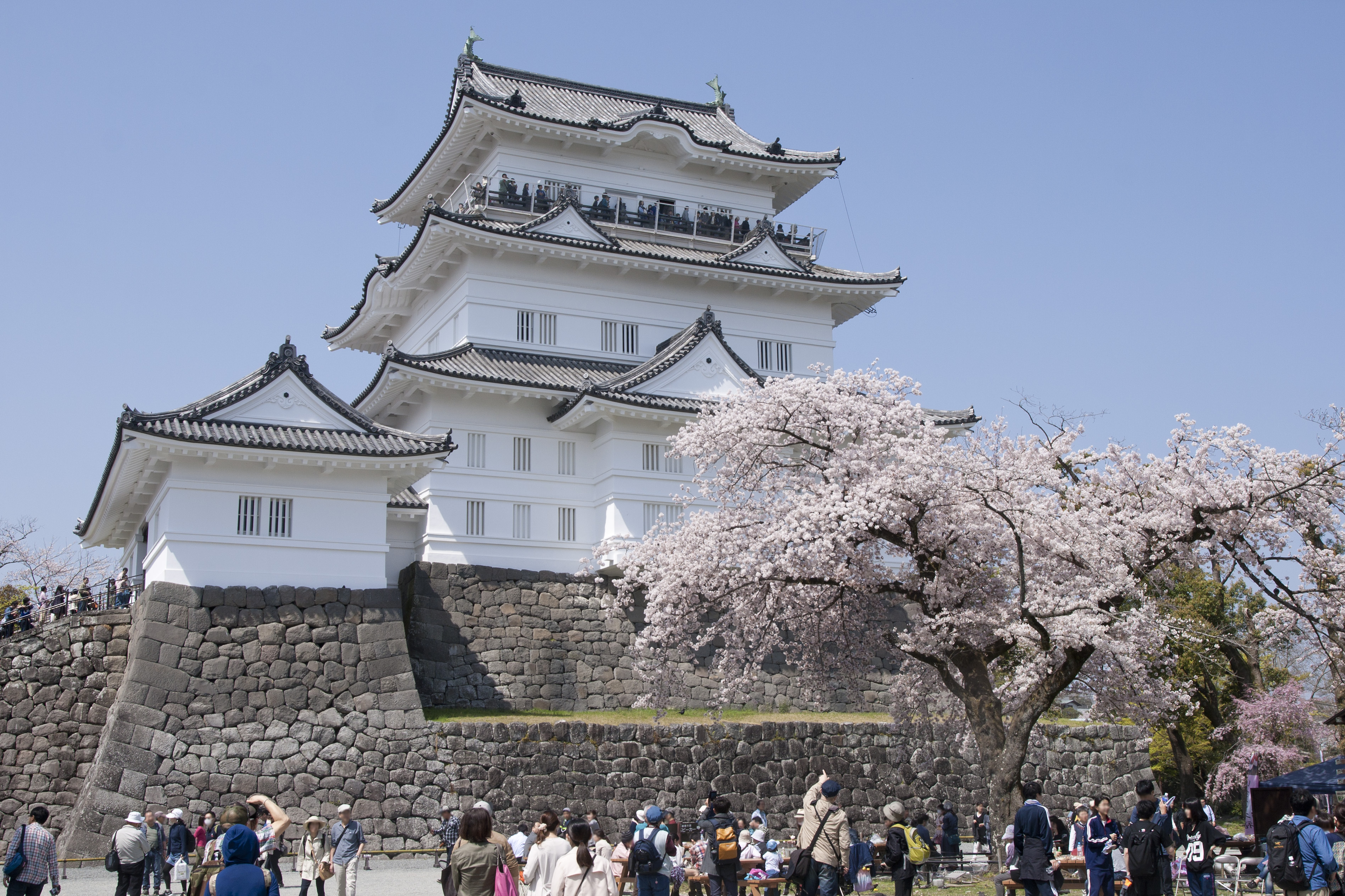
小田原城是後北條氏的最主要據點

1494年（明應三年），關東地方的山內上杉家和扇谷上杉家爆發紛爭，扇谷上杉家向當時將伊豆半島作為主要據點的伊勢宗瑞請求援軍:126。伊勢宗瑞藉機在翌年攻占小田原城，將勢力範圍擴大至相模國:126-127。宗瑞的子孫以小田原為據點，繼續擴大勢力範圍，並在1523年（大永三年）改姓北條，自稱為是鎌倉北條氏的繼承者，後世稱為後北條氏:127。而伊勢宗瑞亦在身後被他的後裔更名為北條早雲:127。在16世紀中期後北條氏第三代當主北條氏康統治時期，北條氏康對內改革稅制，對外和武田氏、今川氏簽訂了甲相駿三國同盟，穩定了後北條氏在關東地方的統治:131。在後北條氏的統治之下，小田原城下町發展為當時關東地方最大城市。且後北條氏利用相模國海岸線較長的優勢發展和海外的貿易，從中獲得利益:136-139。關東地方地方的農村經濟亦在後北條氏統治時期有明顯發展，可以說江戶時代農村的框架是確定於後北條氏統治時期:148。
1590年（天正18年），豐臣秀吉攻陷小田原城，完成了日本統一。後北條氏對相模國約百年的統治宣告終結:150。接替後北條氏統治包括相模國、武藏國在內的關東地方的是德川家康:153-155。他在開始統治後積極展開治水工程以恢復農業，並在相模國和武藏國各地展開新田開發:162-165。相模國三浦郡內川新田（位於現橫須賀市）、武藏國久良岐郡吉田新田（位於現橫濱市中區）是17世紀前期開發的主要大型新田:164-165。德川家康在關原之戰取得勝利後，更加快了神奈川縣的開發。1601年（慶長六年），德川家康開始整備神奈川縣內東海道各宿場:168。三年後的1604年（慶長九年），武藏國川崎宿設立，至此神奈川縣內的九個東海島宿場全部設立:168-169。除了陸上交通之外，德川氏還在1624年（寬永元年）於三崎村設立三崎御番，強化對海上交通的管理:170。
在江戶時代，今神奈川縣轄區內具一定規模的藩僅有小田原藩，其餘多是德川氏的直轄領、將軍直屬家臣的旗本領、以鎌倉郡為中心的寺社領:155。小田原藩最初的藩主是大久保忠隣。但大久保氏在1614年（慶長19年）改封，此後阿部氏曾短暫成為小田原藩藩主:174。1632年（寬永九年），曾任真岡藩藩主的稻葉正勝改封至小田原藩，開啟了稻葉氏對小田原藩53年的統治:176-180。1686年（貞享三年），佐倉藩主大久保忠朝改封為小田原藩主，再次開始了大久保氏對小田原藩的統治。此後至小田原藩被廢除，大久保氏都是小田原藩的藩主:180。小田原藩以外，居所和本領位於神奈川縣內的還有六浦藩、荻野山中藩這兩個規模較小的藩:188。而在各藩以外的地區，隨著時間的推進，旗本領的比例逐漸提高。至德川家光統治時期，神奈川縣內旗本領的面積已經超過幕府直轄領:183。英國人三浦按針及他的兒子亦曾在三浦半島擁有封地。
19世紀之後，由於多次飢荒導致農村秩序不穩，幕府被迫開始改革。小田原藩亦在1828年（文政11年）開始著手改革藩政，將年貢率改為40%:207。此後小田原藩還起用二宮尊德，展開報德仕法，嘗試重建農村:208。與此同時，歐洲各國亦開始重新試圖打開日本國門。1818年（文政元年），英國船隻進入神奈川縣海域，向浦賀奉行提出交涉要求:255。1837年（天保八年），美國商船馬禮遜號駛入浦賀海域，遭到浦賀奉行的砲擊，是為馬禮遜號事件:255。1853年（嘉永六年），美國海軍將領马休·佩里率領艦隊進入浦賀海域，並在久里濱登陸，要求日本開國，史稱黑船來航。幕府接受了佩里提出的要求開國的文書，但表示需要時間考慮。佩里則表示會在翌年再次來訪:257-258。翌年佩里再訪日本，和江戶幕府簽訂《神奈川條約》，結束了日本的鎖國時代:258-259。1858年（安政五年），日美兩國簽訂《美日修好通商條約》，規定在翌年開放神奈川港（位置靠近神奈川宿）為通商港口:313。但因神奈川過於靠近江戶且地處東海道這一交通要道之上，德川幕府實際開放了位於神奈川附近、當時還是小漁村的橫濱村為港口，並詭辯橫濱亦是神奈川的一部分:313-314。這一做法引發列強的抗議，但隨著貿易的發展使得列強後來接受了這一既定事實:314。此後橫濱作為日本對外開放的窗口得到發展，取代小田原成為現神奈川縣轄區內的中心城市:314-318。

### 明治維新至二戰期間

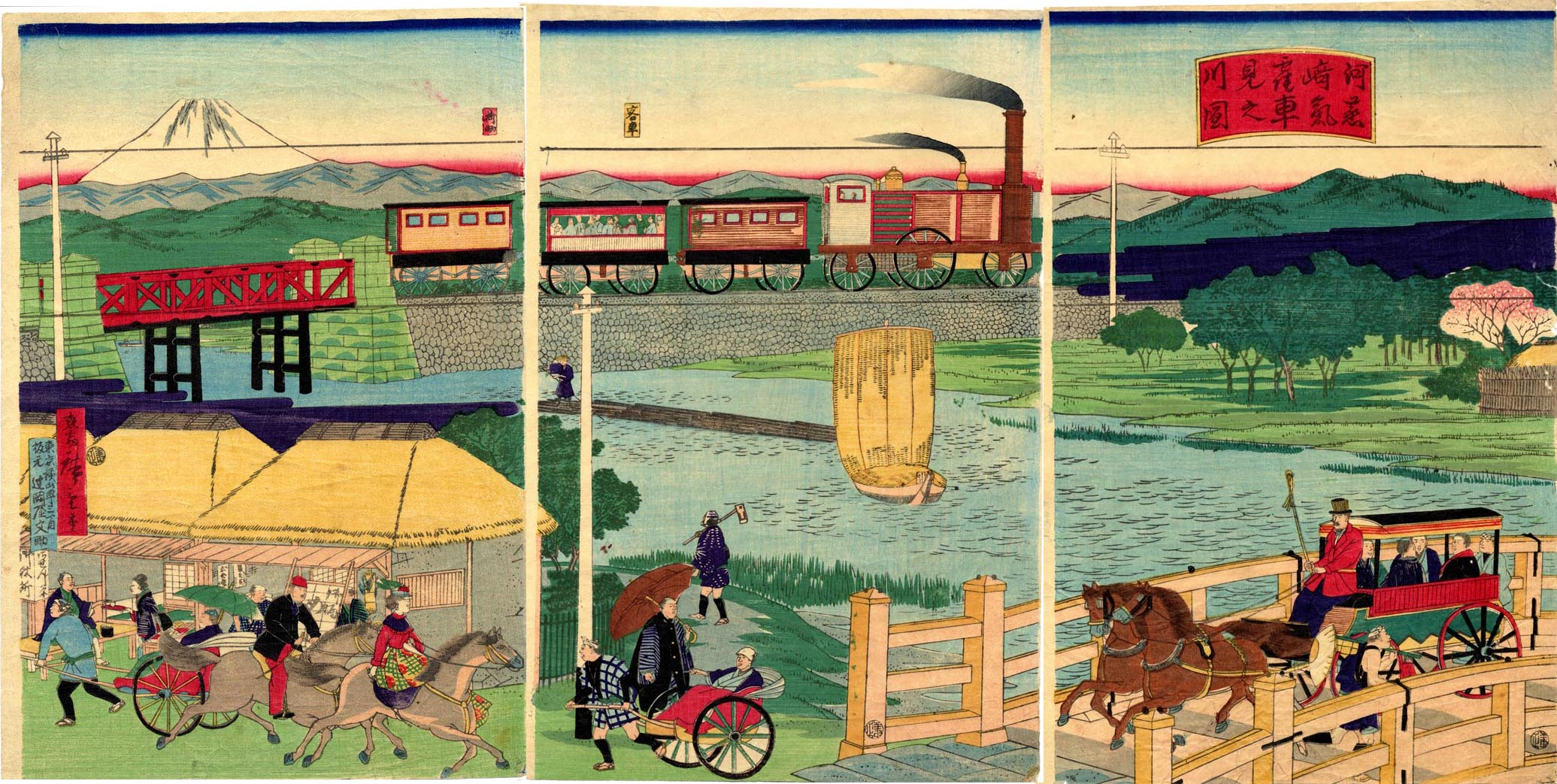
連接新橋至橫濱的鐵路是日本最初的鐵路。圖為渡過鶴見川的列車，繪於1872年

1868年（慶應四年）4月11日，江戶城實現無血開城。神奈川奉行所亦在同年4月20日被新政府接收:265。神奈川奉行所的後繼行政部門是神奈川裁判所。6月17日，神奈川裁判所更名為神奈川府。在神奈川府成立時，其管轄範圍僅有以橫濱為起點的40公里內範圍:266。9月21日，神奈川府更名為神奈川縣:266。1871年實施廢藩置縣後，現神奈川縣轄區內設有神奈川縣、六浦縣、荻野山中縣、小田原縣:267。後小田原縣在1871年11月和荻野山中縣、韮山縣合併為足柄縣。六浦縣亦在同時和神奈川縣合併。現神奈川縣轄區內分為神奈川縣和足柄縣兩個縣:267。1876年，足柄縣原相模國部分併入神奈川縣，原伊豆國部分則併入靜岡縣。至此現神奈川縣的雛形確立:267。
隨著明治維新的進行，神奈川縣各地出現新的產業，經濟逐漸近代化。例如日本最初的香皂就是在現橫濱市磯子區生產:274-275；高座郡、多摩郡、津久井郡、愛甲郡的養蠶產業快速發展，並利用交通優勢直接從橫濱出口，成為日本重要的外匯來源:275。然而在1880年代，由於時任大藏大臣松方正義的緊縮政策影響，神奈川縣農村經濟陷入深刻蕭條，並在之後擴大至工業:275-276。這一經濟狀況引發了農村社會的劇變，不僅農民生活困苦，地主階級亦遭到影響，並成為誘發自由民權運動的原因之一:281-282。由於神奈川縣政府有意將自由民權運動高漲的多摩地方剝離，加上多摩地方是東京府的水源，1893年4月1日，西多摩郡、南多摩郡、北多摩郡從神奈川縣劃入東京府。神奈川縣確立現在的縣境。
都市化的開始是明治時期神奈川縣社會最重要的變化。在明治時期，神奈川縣人口增加最明顯的地區是橫濱市和橫須賀町（現橫須賀市）。前者的發展得益於對外貿易，而後者則歸因於海軍:284-285。1884年，日本政府設立了橫須賀鎮守府，從此橫須賀作為「軍都」得到發展，成為三浦半島的中心都市:356-357。人口流動的增加和交通的發展互為因果。日本第一條鐵路即在1872年開通於新橋站（位置靠近現汐留）和橫濱站（位於現櫻木町站）之間:287。此後神奈川縣內相繼開通了橫濱至靜岡縣御殿場、橫濱至橫須賀的橫須賀線、東神奈川站至八王子站的橫濱鐵道（現橫濱線）等鐵路，極大的促進神奈川縣內的人流和物流往來:287。1875年，橫濱和上海之間的定期航路開始運行:288。此後在19世紀內，橫濱擁有了前往亞洲、歐洲、美洲、澳洲各地的定期航路，成為東日本的海運中心:288。進入20世紀後，神奈川縣的經濟開始工業化。現川崎市及橫濱市鶴見區沿海一帶開始出現大規模工廠，逐漸發展為京濱工業地帶:299-300。
1923年9月1日，相模灣西北部發生關東大地震，導致神奈川縣內超過三萬人死亡或失踪:302。地震中尤以橫濱市受災最為嚴重，有約2.3萬人遇難（相當於總人口的5%）:302。但此後神奈川縣迅速開始重建。縣內的鐵路網進一步完善:305。以軍需產業為代表的工業亦在震後快速發展。在1931年至1941年的10年內，神奈川縣的工廠數增加了2.7倍，工業生產額更增加了11.7倍:309。因靠近東京且地價低廉，神奈川縣中部的相模原地區在1930年代後興建了陸軍士官學校、相模陸軍造兵廠等眾多陸軍設施，有「軍都」之稱:364-365:309。然而太平洋戰爭開始後，隨著戰況的惡化，民眾的生活必需品改採配給制:310。1944年開始，神奈川縣內各都市開始成為盟軍大規模空襲的目標。1945年5月29日的橫濱大空襲時，橫濱市有超過30萬人受災。

### 戰後至今

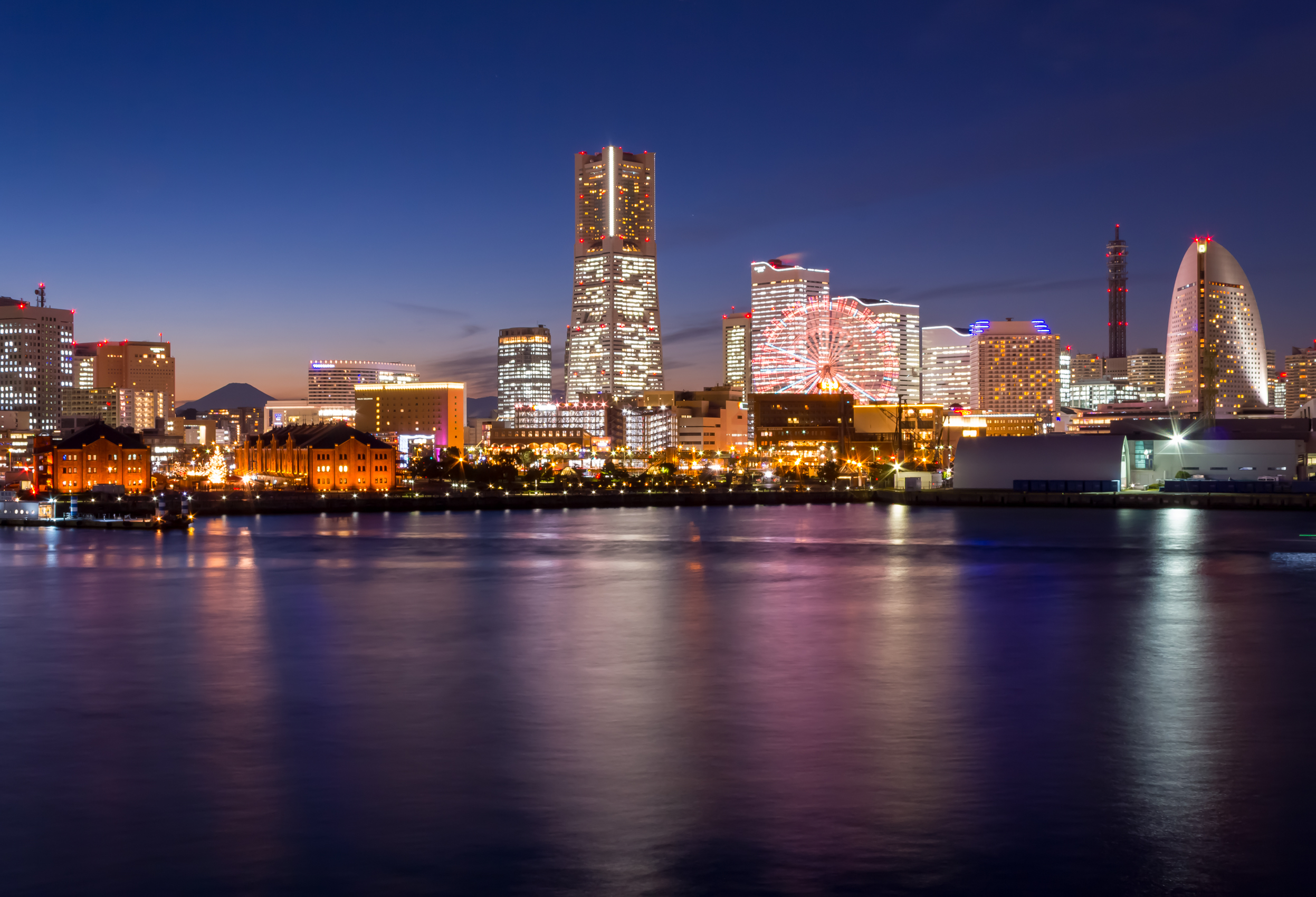
港未來21是神奈川縣在1980年代後規模最大的都市更新計劃

1945年8月30日，道格拉斯·麥克阿瑟抵達位於神奈川縣內的厚木基地，並在抵日當晚下榻於橫濱市新格蘭飯店，開啟了同盟國軍事佔領日本時期:313。由於神奈川縣內軍事基地眾多，因此被美軍接收的區域比例亦大幅高於日本平均。橫濱市中心主要商業區、橫須賀市及相模原町（現相模原市）大部分地區均被美軍接收:314。橫濱一市就佔了日本全國美軍接收面積的62%。1950年代後，美軍開始逐漸返還橫濱市中心的接收地。但在1964年和1977年，神奈川縣內相繼發生大和美軍機墜毀事件及橫濱美軍機墜毀事件，引發輿論的強烈抗議。但現在神奈川縣內仍有座間基地、厚木海軍飛行場等大型美軍基地。美國海軍第七艦隊司令部亦設在神奈川縣內的橫須賀市。
1950年代之後，隨著韓戰引發的經濟特需，神奈川縣的工業得以復甦，產業開始快速發展:315。在高度經濟成長期，重工業是神奈川縣經濟發展的主要動力。政府在自多摩川河口至橫濱市沿海新建了眾多填海地，以作為工業用地:315。內陸的海老名町（現海老名市）及相模原市等地的工業亦有發展，但以金屬加工、機械製造等產業為主:315。若以1955年時神奈川縣的工業生產指數為100，在1960年時已增加至321，1965年時增加至626:315。但經濟的快速發展和急速的都市化亦引發環境污染、交通堵塞等問題:317。1960年代開始，神奈川縣兩大政令指定都市相繼選出左派市長（橫濱市長飛鳥田一雄，以及川崎市長伊藤三郎）。1975年，長洲一二當選神奈川縣知事，象徵神奈川縣本身亦成為左派執政的革新自治体。但他在上任後不久就開始了除日本共產黨外的主要政黨皆為執政黨的全執政黨體制，並延續至他的後任者岡崎洋。
因東京一極集中的進展，神奈川縣的人口在戰後加速增加。東海道線在1956年實現全線電氣化之後，隨著特急等優等列車的增加，湘南地區人口開始快速增加，成為東京郊外的睡城:353-354。在內陸地區，隨著田園都市線等內陸地區鐵路路線的開通，神奈川縣中部內陸地區的開發得到加快，迅速宅地化。私鐵公司在開通新路線的同時亦對沿線進行一體開發，吸引人口入住:304。當地政府亦在內陸興建港北新城等大規模新市鎮，試圖緩解住宅供給的壓力。日本泡沫經濟時期，神奈川縣舉辦了橫濱博覽會，並以此為契機推進了港未來21地區的開發，試圖承接自東京都外溢的都市機能:320。然而此後由於泡沫經濟崩潰，不僅導致港未來21地區開發延遲，神奈川縣內亦出現產業空洞化的現象。但這也使得眾多前工場用地轉為住宅用地，使得神奈川縣在少子高齡化的情況下仍然維持人口增長，並促成武藏小杉等郊外新城的發展。2003年，松澤成文當選神奈川縣知事，一度終結超過20年的全執政黨體制。但自2007年神奈川縣知事選舉之後，神奈川知事當選者又回到全執政黨支持的狀態。2012年，神奈川縣公佈了《神奈川远景规划》，規劃了至2025年神奈川縣總體的政策構想。以應對少子高齡化時代的社會變化。

## 人口
| 增加 7.5 - 9.99 % 5.0 - 7.49 % 2.5 - 4.99 % 0.0 - 2.49 % | 減少 0.0 - 2.5 % 2.5 - 5.0 % 5.0 - 7.5 % 7.5 - 9.99 % |

神奈川縣市町村人口增減率分布圖（比較2015年及2020年人口普查數字）
增加
7.5 - 9.99 %
5.0 - 7.49 %
2.5 - 4.99 %
0.0 - 2.49 %
減少
0.0 - 2.5 %
2.5 - 5.0 %
5.0 - 7.5 %
7.5 - 9.99 %

1878年時，神奈川縣約有人口57萬人:283。僅僅9年後，這一數字就增加至72萬人:283。1897年時，神奈川縣人口增加到約89萬人，在近二十年的時間內增長超過1.5倍，遠超同期日本全國平均值的1.2倍:283。1920年日本首次人口普查時，神奈川縣有人口132萬3,390人。此後至1970年代中期，除了二戰期間之外，神奈川縣人口持續快速增加。1970年人口普查時，神奈川縣人口達到547萬2,247人。1970年代中期後，由於人口流入的減緩和出生率的降低，神奈川縣人口成長趨緩。1991年，神奈川縣人口超過800萬人。2006年，神奈川縣人口超過大阪府，成為日本人口第二多的一級行政區。2009年，神奈川縣人口超過900萬人。2020年日本人口普查時，神奈川縣有人口923萬7,337人，人口密度是每平方公里3,823人。
自戰後至1970年代，外來人口流入是神奈川縣人口增加的主因。但在1970年代中期至2000年左右（1980年代後期的泡沫經濟時期除外），由於人口流入的減少，自然增長取代社會增長，成為神奈川縣人口增加的主因。2000年代中期後，由於出生率的持續下降，社會增長再次成為神奈川縣人口增加的來源。神奈川縣和日本其它地區相同，面臨嚴重的人口老齡化、少子化問題。2020年時，神奈川縣總人口中，有62.4%的年齡在15至64歲、25.6%是65歲以上的高齡人口、15歲以下的年少人口則僅有12%。2018年時，神奈川縣的總和生育率是1.33，低於日本平均值的1.42，在各都道府縣中名列倒數第五。持續上升的未婚率亦是導致出生人口減少的原因。2014年開始，神奈川縣的死亡人口數已超過出生人口數，人口自然增長率為負數。且自2021年開始，神奈川縣人口出現統計開始以來首次減少，顯示外來人口流入已不足以彌補自然減少。預計在2050年時，神奈川縣人口可能減少至810萬。在人口增長趨緩的同時，家庭規模則持續縮小。2015年時，神奈川縣的戶均人數有2.26人，比1985年時的2.98人顯著減少。
就地區分佈來看，神奈川縣的人口高度集中在都市地區，其中又以靠近東京都的川崎市、橫濱市密度最高。三個政令指定都市的人口佔神奈川縣總人口的比例約有65.4%，其中橫濱市及川崎市人口合計佔神奈川縣過半人口。除了橫濱及川崎之外，中部的縣央地區和南部的湘南地區人口亦在百萬以上。橫須賀三浦地區、縣西地區則人口較少，且減少速度亦快於其它地區。川崎市、橫濱市北部地區、縣央及湘南的部分地區則仍維持人口增加。二戰之後，神奈川縣的人口集中地區顯著向內陸擴大。
神奈川縣人口中有相當比例在東京都就業。神奈川縣15歲以上的就業及通學人口中，有38.6%通勤或就學在川崎・橫濱地區，有20%通勤或就學在東京都區部。這也使得神奈川縣白天的人口顯著少於夜間人口。2020年人口普查時，神奈川縣白天的人口有8,305,714人，是夜間人口的89.9%。居住在神奈川縣，但在東京都就業或就讀的人口被稱為神奈川都民，以川崎市、橫濱市港北區、青葉區、都筑區最多:343。
神奈川縣是日本外國人人口較多的縣。2022年時，神奈川縣的外國人人口約有22.2萬人，佔神奈川縣總人口的2.41％。神奈川縣的外國人人口中以中國人最多，約有6.8萬人，佔外國人的30.8%；越南人、韓國·朝鮮人、菲律賓人的比例亦超過10%。神奈川縣的中國人人口最多的行政區是橫濱市中區，這裡亦是日本最大唐人街橫濱中華街的所在地:298；韓國·朝鮮人人口則以川崎市沿海、橫濱市鶴見區等重工業地區較多:298。橫濱市是神奈川縣外國人最多的自治體，集中了神奈川縣45%的外國人人口。橫濱市中區的人口中有8.9%是外國人。

### 宗教
2021年3月時，神奈川縣共有1,132座神社、1,922座佛教寺院、267座基督教教堂、334座其它宗教的設施。2019年時，神奈川縣有神道教徒2,495,090人、佛教徒1,935,534人、基督教徒302,841人、其它宗教信徒612,920人。作為日本最早開國的地區之一，神奈川縣是新教最早在日本開始傳播的地區。橫濱海岸教會是日本第一座新教教堂。現在神奈川縣也是日本基督教人口比例較高的縣。2017年時，神奈川縣每一萬人中有322.8人是基督徒，在日本各都道府縣中名列第三。華人聚居的中華街有橫濱媽祖廟、橫濱關帝廟等中國民間信仰的宗教設施。

## 行政區劃
| 川崎市 橫濱市 橫須賀三浦地區 縣央地區 湘南地區 縣西地區 |

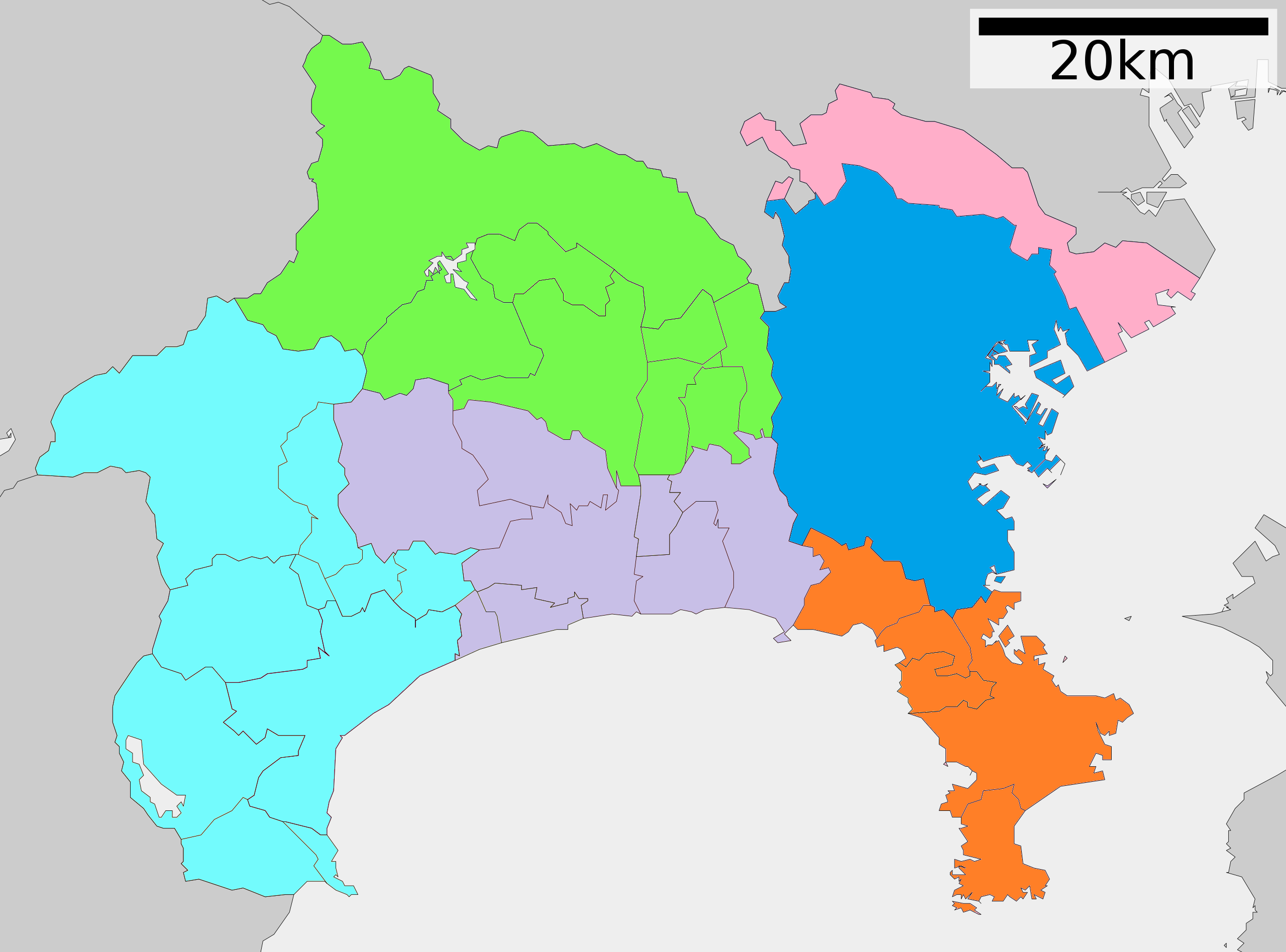
神奈川縣的六個區域
川崎市
橫濱市
橫須賀三浦地區
縣央地區
湘南地區
縣西地區

在經過平成大合併後，神奈川縣現轄有19市、13町、1村，比1999年時減少了4個町。按照地形、歷史和生活圈，一般將神奈川縣分為橫濱市、川崎市、橫須賀三浦地區、縣央地區、湘南地區、縣西地區六個地區。
橫濱市在1889年設市，是日本最初設市的城市之一，但當時的轄區範圍僅包括現中區、西區的部分地區，面積僅有5.4平方公里:317。經過1901年和1911年的兩次合併，橫濱市面積擴大至37平方公里:317。1927年，橫濱市實施區制並同時擴大轄區。此後橫濱市又在1936年、1937年和1939年經歷了三次轄區範圍擴大，確立了現在的轄區範圍:307。1994年開始，在新設青葉區、都筑區後，橫濱市共轄有18個區。
川崎市在1924年由川崎町、御幸村、大師町合併設市，是橫濱市、橫須賀市之後神奈川縣第三個設市的市。1972年，川崎市成為政令指定都市，設有5個區。1982年開始，因自高津區分出宮前區、多摩區分出麻生區，川崎市轄區數增加到7個。
橫須賀三浦地區地處神奈川縣的東南端，包括橫須賀市、鎌倉市、逗子市、三浦市、三浦郡葉山町。自1870年代開設海軍工廠開始，橫須賀市逐漸發展成為三浦半島上的中心都市:355-357。但在二戰之後，橫須賀市超過20%的面積一度被美軍接收:357。1950年代之後，橫須賀市人口快速增加，工業區域亦有擴張:358。京急本線在1959年的複線化及1966年的延伸更加快了三浦半島的開發:358。1980年代之後，橫須賀市部分美軍返還的土地作為住宅地得到重新開發:357-358。但多山的地形亦限制了橫須賀市的開發，導致橫須賀市人口自1990年代開始持續減少，在神奈川縣的排名亦從長期穩居的第三位下降至現在的第五位:358。古都鎌倉市及逗子市、葉山町則位於三浦半島西岸，因其地理位置和交通動線，被視為三浦半島、湘南地區、橫濱市三者的過渡地帶。
縣央地區位於神奈川縣西北部，包括相模原市、厚木市、大和市、海老名市、座間市、綾瀨市、愛甲郡愛川町及清川村。這一地區原本缺乏中心城市，直到1930年代後期陸軍相關設施的進出才開始工業化:365。1941年，上溝町、座間町等6町2村合併為人口約4萬人的相模原町（後座間町在1948年自相模原町分離），成為縣央地區的一大中心據點:365-366。二戰後相模原町的陸軍設施大部分被美軍接收，現相模原市仍有眾多美軍基地:367。小田急電鐵、相模鐵道、JR橫濱線對縣央地區的開發起到重要作用:367。戰後縣央地區憑藉地價和交通優勢成為東京、橫濱兩大都市的睡城，人口快速增加。另一方面，因地價較為低廉，縣央地區亦成為首都圈的一大製造業和物流據點:367-368。2010年，合併了津久井郡四町的相模原市升格為政令指定都市，成為神奈川縣第三個政令指定都市。
湘南地區位於神奈川縣南部，包括藤澤市、平塚市、茅崎市、秦野市、伊勢原市、高座郡寒川町、中郡大磯町、二宮町。「湘南」這一地名因德冨蘆花的代表作《自然與文化》而廣為人知。湘南地區最初設市的城市是在1932年設立的平塚市，其次則是1940年設立的藤澤市:353。在至1970年代的高度經濟成長期，平塚市是湘南地區的中心的城市。但在1990年代之後，藤澤市的人口增長速度超過平塚市。現在湘南地方出現相模川以西以平塚市為中心；相模川以東以藤澤市為中心的雙核格局:354-355。
縣西地區位於神奈川縣西北部，包括小田原市、南足柄市、足柄下郡箱根町、湯河原町、真鶴町、足柄上郡中井町、大井町、松田町、山北町、開成町。這一地區的中心城市小田原在戰國至江戶時代是現神奈川縣轄區內的中心城市。但進入明治時代之後，由於遲至1900年才開通鐵路而發展相對滯後，在神奈川縣內的地位亦明顯下降:380-381。直到1934年東海道線途徑小田原市中心後，小田原的發展才得以加快，並在1940年升格為市，成為神奈川縣內第7個市:382。

## 政治

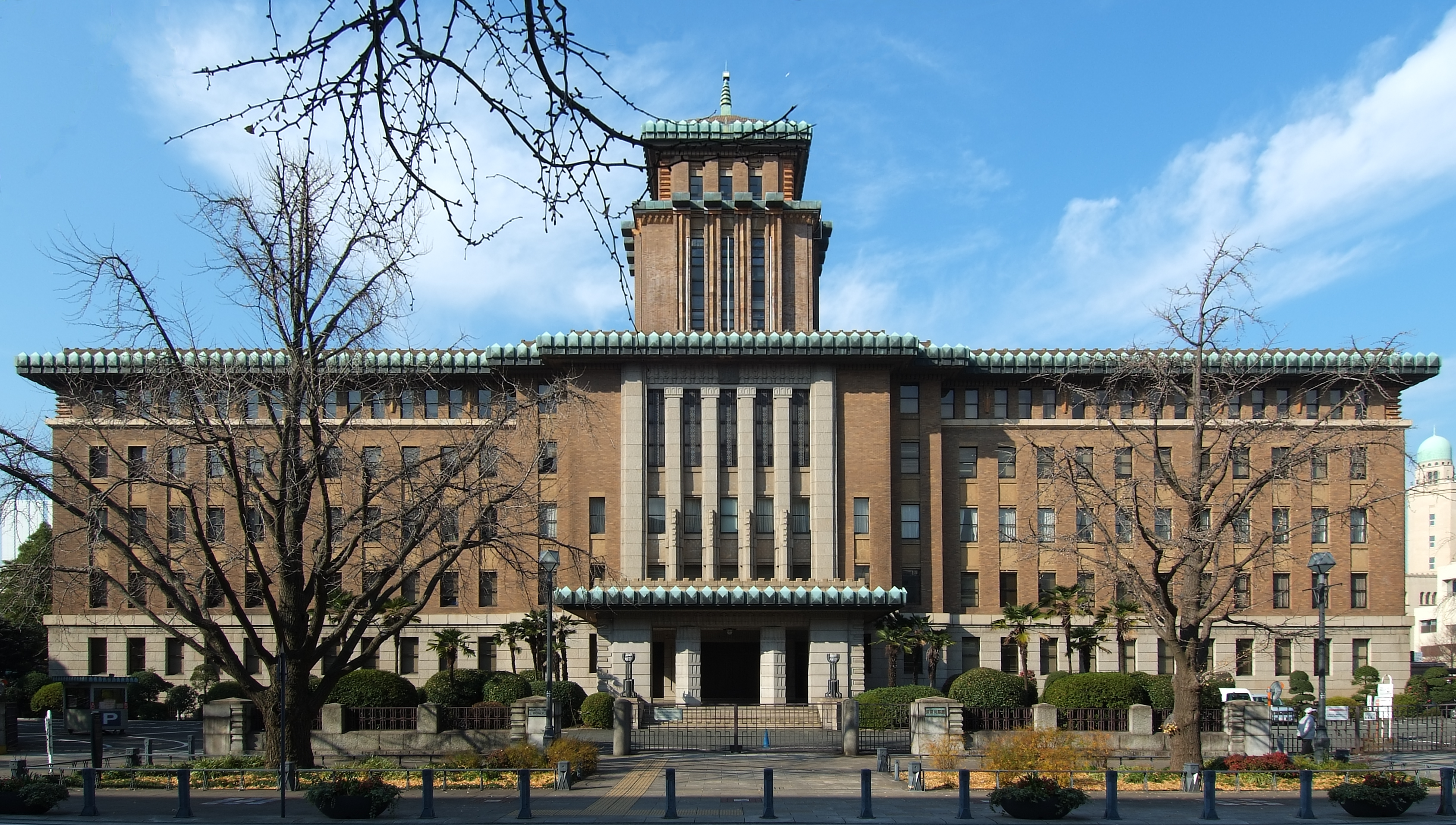
神奈川縣廳

### 縣政
神奈川縣自二戰後的1947年開始通過普選選出知事。現任神奈川縣知事是黑岩祐治。他在從政之前是富士電視台記者，在2011年神奈川縣知事選舉時首次當選，並在2015年、2019年和2023年成功連任。神奈川縣議會有105名議員，劃為48個選舉區。2023年神奈川縣議會議員選舉時，自民黨獲得了48個議席，是最大黨派；第二大黨則是獲得26席的立憲民主黨。
2019財年，神奈川縣的財政收入和支出均為1兆9,035億日元。在神奈川縣的財政收入中，以縣稅比例最高，佔比超過六成；支出則以教育費佔比最高，但總務費、公債費、民生費亦有15%以上比例。2022年時，在神奈川縣各市町村中，川崎、鎌倉、藤澤、厚木、海老名五市和寒川、箱根二町是財政狀況較優，不需地方交付稅補助的自治體。

### 國政
在眾議院方面，神奈川縣擁有18個小選舉區，並預計將在2022年後增設兩個小選舉區。而在比例代表上，神奈川縣屬於南關東比例代表區。在2021年第49屆日本眾議院議員總選舉時，自民黨在神奈川縣的小選舉區取得11個議席，立憲民主黨則取得7個議席。而在比例代表方面，自民黨取得34.2%的得票率，其次是22.2%的立憲民主黨、12.5%的日本維新會、10.8%的公明黨。有12位小選舉區候選人通過比例代表復活當選。21世紀以來，日本政界不乏選區在神奈川縣內之政界大佬，包括兩位日本首相小泉純一郎和菅義偉、前自民黨幹事長甘利明、曾任防衛大臣和外務大臣的河野太郎。
在參議院方面，神奈川縣選舉區擁有8個席位，每三年改選4個席位。現在神奈川縣選舉區的8名參議院議員中有三人是自民黨人士、二人是公明黨人士、二人是立憲民主黨人士、一人是日本維新會人士。2022年第26屆日本參議院議員通常選舉時，神奈川縣參議院比例代表選舉得票最多的政黨是自民黨，得票率超過33%；日本維新會、立憲民主黨、公明黨亦取得10%以上的得票率。

## 經濟
2019財年，神奈川縣的縣內生產總值有35兆2,054億日元，佔日本全國的6.29%，在日本一級行政區中排名第4位，於東京都、大阪府、愛知縣之後；和丹麥或哥倫比亞的國內生產總值相當。同年神奈川縣人均縣民所得有319.9萬日元:5。

### 第一產業

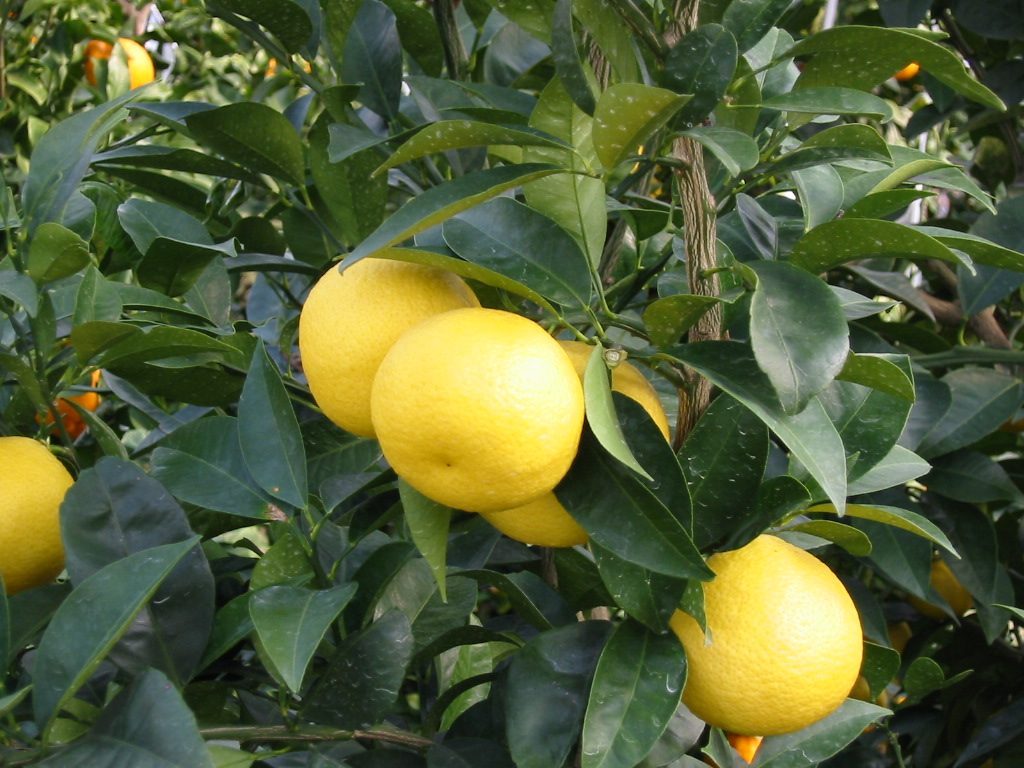
湘南黃金是原產於神奈川縣的柑橘品種

2020財年時，神奈川縣的農戶數約有2.13萬戶，在日本排名第39位；農業生產額有655億日元，在日本排名第38位。神奈川縣在2020年時的耕地面積有1.84萬公頃，其中旱田佔比超過80.4%，遠高於日本平均值的45.6%。缺少水田的三浦半島是神奈川縣的一大蔬菜水果產地，蘿蔔、西瓜等作物是這裡的主要農產品:359-361。神奈川縣內陸地區同樣因為台地地形而以旱田為主，養蠶曾是這裡的主要農業，但其規模在二戰後不斷縮小:377。大正時代之後，畜牧業和園藝農業取代養蠶業，成為這裡農業的主要構成產業:378。現在神奈川縣農業呈現出都市近郊型農業的特徵，以蔬菜水果、畜產品等注重鮮度且附加價值較高的農產品為主，人均生產農業所得亦因此高於日本平均水準。神奈川縣的捲心菜、蘿蔔、奇異果、大花三色堇等農作物的產量位居日本前列。「金絲201號」捲心菜、「都」南瓜、津久井大豆是具代表性的神奈川縣發祥的農作物品種。足柄茶是神奈川縣特產的日本茶。神奈川縣農業生產額中有約兩成是畜牧業貢獻。而畜牧業產值中以豬最多，其次是乳牛和雞。神奈川縣的林業生產額在日本排名第46位，主要林業產品是栽培菌類。
2018年時，神奈川縣的漁業生產量約有2.9萬噸，其中遠洋漁業佔比近六成，沿岸漁業佔比近四成。神奈川縣沿岸漁業中以鯡科魚類捕撈量最多，其次是鯖魚、日本竹筴魚。三浦市是神奈川縣漁獲量最多的市。三浦半島南端的三崎港自1920年代開始成長為日本一大遠洋漁業基地，以鮪魚的漁獲量比例最高:361-362。除了海水魚之外，神奈川縣在相模川等淡水水域亦有內水漁業，主要漁種是香魚。利用魚漿生產的蒲鉾是小田原市的名產。

### 第二產業

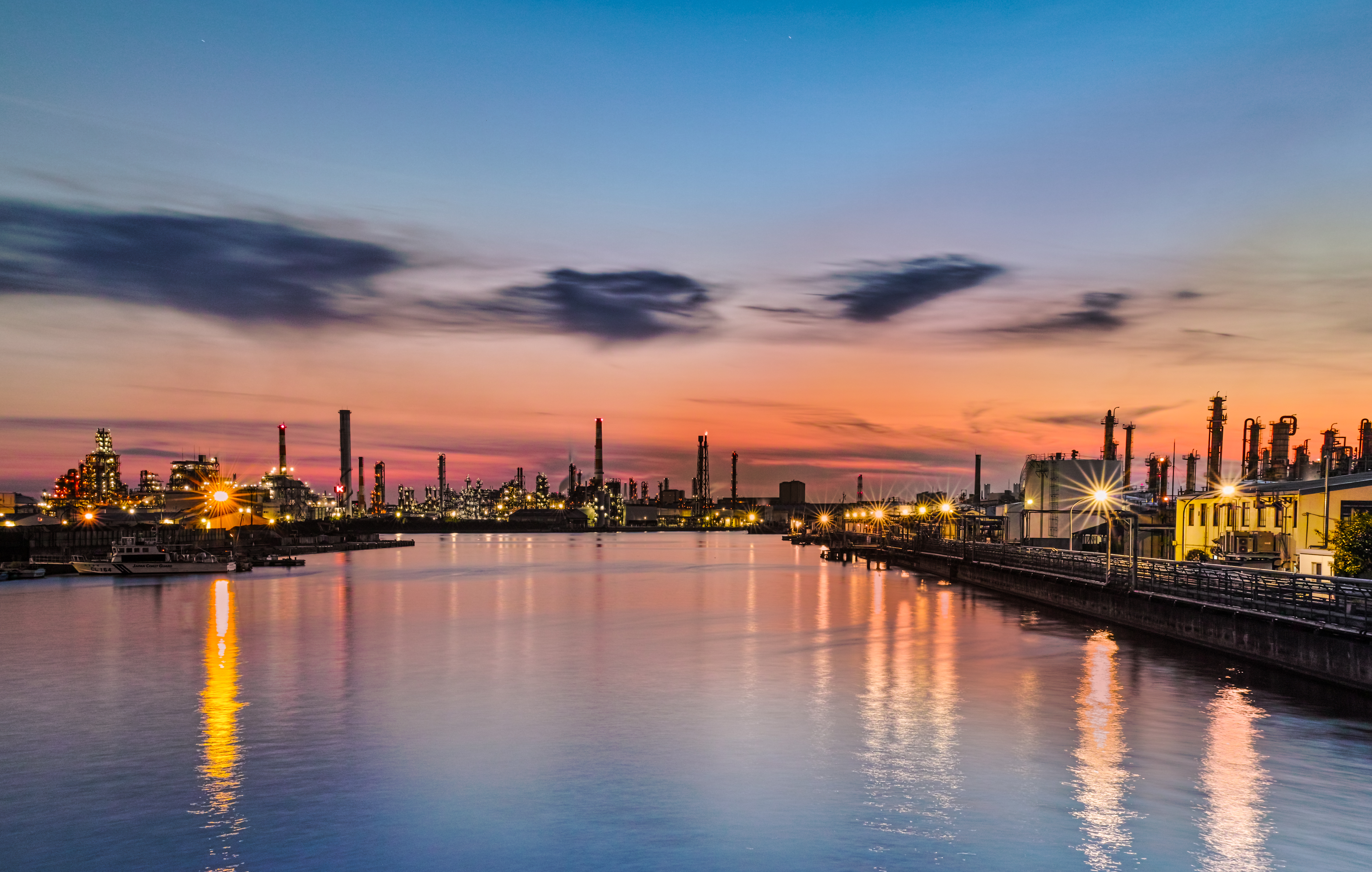
京濱工業地帶的千鳥運河

1977年時，第二產業曾佔神奈川縣內生產總值的49%，遠高於日本平均值36%:292-293。但隨著經濟的去工業化，這一比例在2002年下降至26%，和日本平均水準無異:293。神奈川縣在2020年的製造品生產金額有17兆7,255億日元，僅次於愛知縣，位居日本次席。橫濱市和川崎市的製造品生產金額均超過3兆日元。其中橫濱市的製造業事業所和從業人數均遠超過川崎市，但兩者的製造品生產金額接近，顯示中小企業在橫濱市製造業佔據更大比重。藤澤市、平塚市、相模原市的製造品生產金額亦超過1兆日元。以生產金額來看，輸送機械佔據神奈川縣工業最大比重，有23.9%；其次是佔比11.5%的化學工業、佔比11%的石油工業、佔比9.2%的食品工業。但若以從業人數看，輸送機械雖仍然維持首位，食品工業則超過其它產業排名第二。
自川崎市至橫須賀市沿海的京濱工業地帶是日本三大工業地帶之一。這一地區的工業化開始於20世紀初期，最初在這裡設廠的企業是明治製糖（現DM三井製糖控股）和東京芝浦電氣（現東芝）:333。憑藉水陸交通之便、豐富的水資源通過填海獲得的大量土地，日本鋼管（現JFE控股）、味之素、淺野水泥（現太平洋水泥）等企業相繼在川崎市沿海開設工廠:333。但重工業的發展亦帶來嚴重的環境污染問題:334。隨著產業外移，川崎市沿海地區的工業品生產額在1980年代後陷入停滯，工業就業人口亦持續減少。1990年代之後，資源循環利用等環保產業成為川崎市沿海地區新的重要產業:335。川崎市內陸的武藏小杉等地曾聚集了東芝、日本電氣（NEC）、富士通等電機企業的工廠。但由於產業外流，現在這些企業大多已將生產據點遷出川崎，主要保留研發據點:338-339。橫濱市沿海地區的工業開發則略晚於川崎市，主要開始於1930年代之後:318。1960年代中期之後，橫濱市內陸地區的工業開始發展，並在1990年代之後取代沿海成為橫濱市主要的工業區:323-324。在內陸地區，開業於1938年的相模陸軍兵器製造所的開業開啟了神奈川縣內陸地區的工業發展:373。戰後眾多前軍用用地被轉為民用，適合改為工業園區，為工業發展提供了條件:373。1960年代後，為緩和環境污染及平衡發展，神奈川縣政府有意圖的促進製造業從沿海轉移至內陸。和以重化學、鋼鐵工業為主的沿海地區相對，內陸的工業地區以汽車相關、電機產業為主:374。
在神奈川縣設廠的第二產業著名企業，在汽車、機械方面包括日產汽車、五十鈴等；在能源、環境方面包括Solar Frontier、富士胶片等；在電子、通訊方面包括索尼、富士膠片商業創新等；在生物、生命科學方面包括武田藥品工業、味之素等:7。

### 第三產業

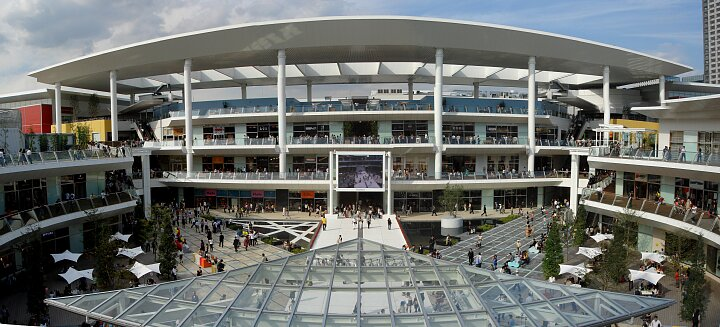
LAZONA川崎廣場

第三產業佔神奈川縣經濟活動的七成以上，其中比例最大的是不動產業。創立於1920年的橫濱銀行是神奈川縣最主要的地方銀行，亦是日本存款金額最多的地方銀行。神奈川銀行是神奈川縣的第二地方銀行，僅在神奈川縣內設有分行。
2014財年時，神奈川縣的批發業年銷售額有9兆3,249億日元，零售業有7兆6,089億日元。2016年，神奈川縣的年商品銷售額約有22.5兆日元。由於有眾多神奈川縣民平時在東京都購物，因此神奈川縣的商圈規模相較其人口規模大多偏小。2002年時，橫濱市和川崎市的人均商品銷售額均低於日本平均值，顯示神奈川縣民在縣外購物的情況十分普遍:325。橫濱市的主要商業中心包括了橫濱站附近地區、關內·伊勢佐木地區，以及連接兩者的港未來地區:319-320。1980年代之後，隨著內陸人口的增加和汽車化社會的進展，橫濱市內陸的港北新城等地出現大量沿公路店鋪及大型購物中心，顯示零售業從鐵路時代的以車站為中心的形態發生顯著變化:345-346。川崎站附近原本工廠眾多，影響了商業發展。但在21世紀後，川崎站西口出現了修建在工廠舊址上的LAZONA川崎廣場這一大型商業設施，使得川崎站商圈的規模有顯著提高:340-342。人口顯著增加的武藏小杉地區則成為川崎市內陸最大的商業中心:342。神奈川縣內陸的大型商圈有地處JR橫濱線和小田急線的相模大野站一帶:369-370、本厚木站一帶等地:370-371。受到購物者更偏愛在大型店鋪購物趨勢的影響，神奈川縣的商店街數量在近年持續減少。
神奈川縣有491所研究開發所，在日本名列第二。橫須賀研究園區是日本一大通訊產業的研發中心。著名遊戲企業光榮特庫摩的總部設在神奈川縣。

## 文化

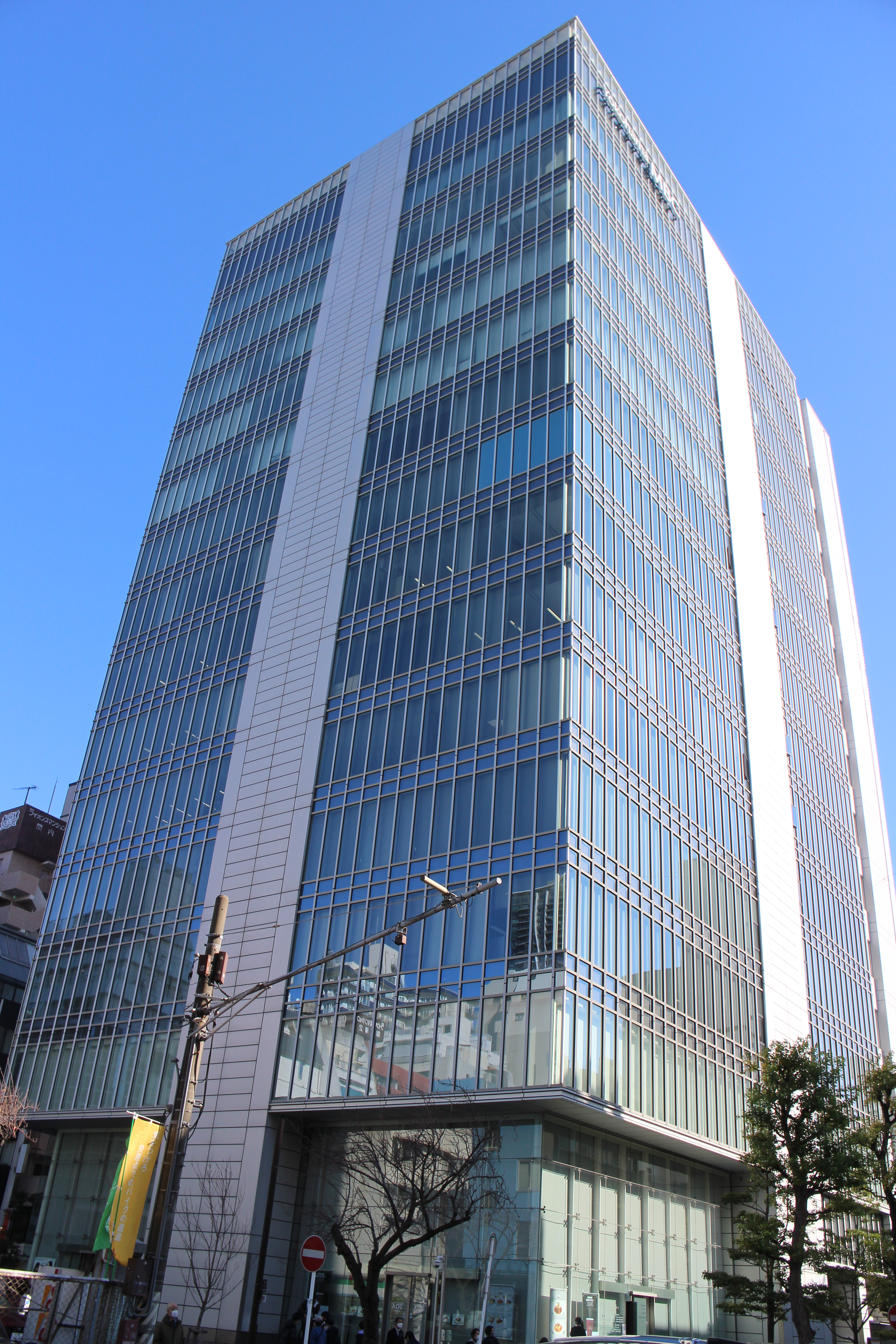
神奈川新聞社和神奈川電視台的總部所在地橫濱媒體商務中心

### 方言
神奈川縣方言屬於西關東方言的一部分，和日語標準語的區別較少。神奈川縣內的方言大致可以丹澤山地為界，北部方言包括津久井郡、愛甲郡，南部方言則包括其它地區:6。在橫濱開港初期，曾出現過以日語為基礎的皮欽語—橫濱皮欽日語。現在橫濱皮欽日語雖已不再有人使用，但其中部分詞彙，如「（原意為「毆打」，後演變為「破爛」「不堪使用」）」沿用至今，成為日語口語中的常見詞彙。

### 文學
出身於神奈川縣的中里恒子是日本第一位獲得芥川龍之介獎的女性作家。橫濱市出身的角田光代則是日本文學界另一權威大獎直木賞的得主。《鞍馬天狗》的作者大佛次郎、《吉川三國志》的作者吉川英治則是神奈川縣出身的著名通俗小說作家。芥川龍之介、川端康成、谷崎潤一郎等日本文壇泰斗亦曾在神奈川縣居住過，並留下以神奈川縣為舞台的作品；如芥川龍之介的《蜜柑》以橫須賀為舞台。神奈川縣在1984年開設了神奈川近代文學館，現已成為日本規模最大的近代文學資料館之一。

### 媒體

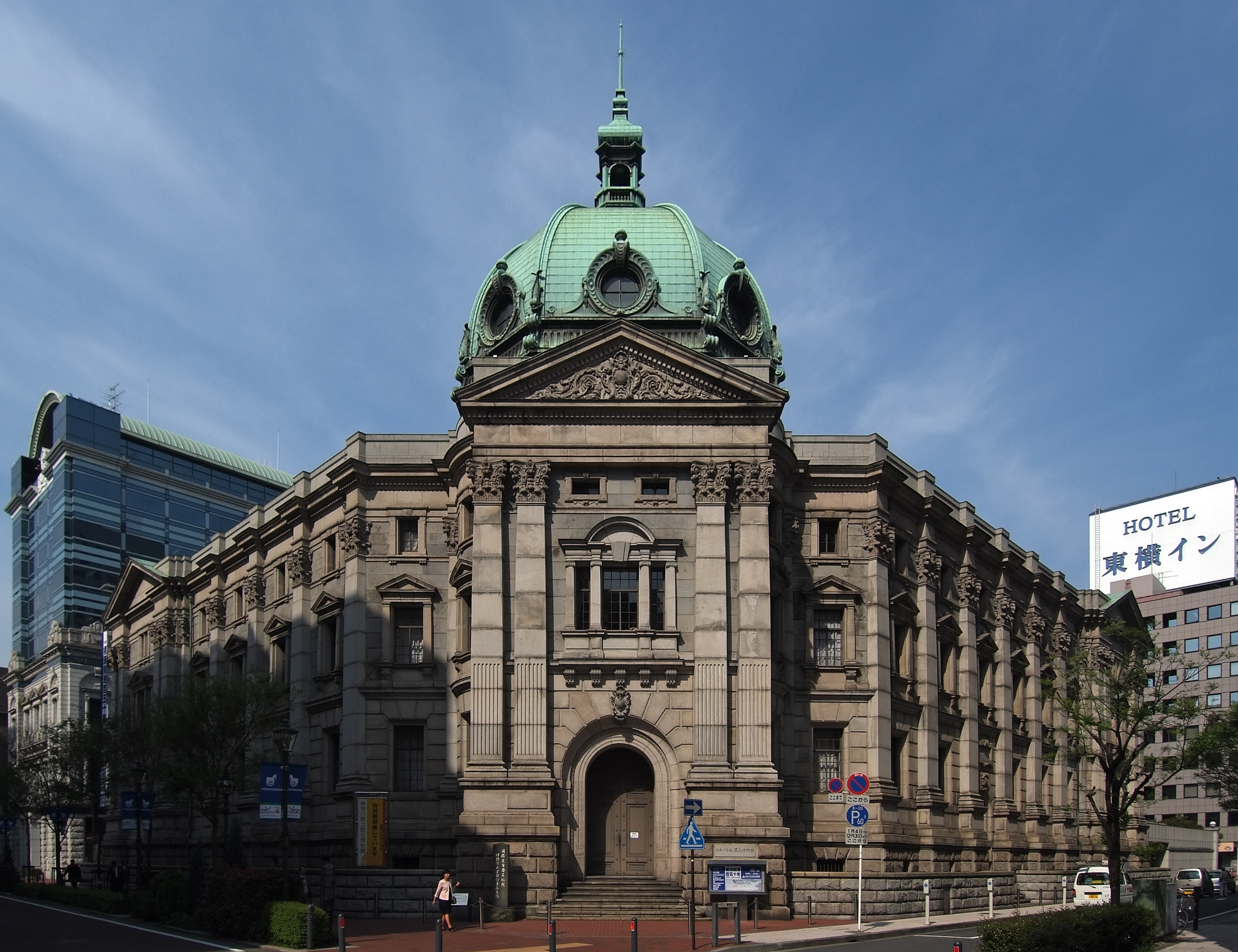
神奈川縣立歷史博物館

神奈川新聞創刊於1890年，是神奈川縣唯一的地方報紙。2016年時，神奈川新聞的日發行份數有186,421份，在神奈川縣排名第四位。三浦市、橫須賀市等地是神奈川新聞市場佔有率最高的地區；而在距東京最近的川崎市，神奈川新聞的佔有率僅有2%左右。開播於1972年的神奈川電視台是唯一一家以神奈川縣為播出地區的電視台，亦是關東地方第三個獨立電視台。神奈川新聞社是神奈川電視台的最大股東，此外神奈川縣政府及神奈川縣各地方自治體亦有入股神奈川電視台:326。音樂節目及平日午間的自製資訊節目是神奈川電視台的招牌節目:58。除了電視本業之外，神奈川電視台亦有經營住宅展示場等業務。橫濱FM放送是以神奈川縣為播出地區的獨立系調頻廣播電台，開播於1985年。NHK設有橫濱放送局，但僅製作廣播節目。

### 博物館及圖書館
神奈川縣博物館和美術館眾多，且覆蓋多種不同領域和類型。開設於1951年的神奈川縣立近代美術館是日本第一家公立近代美術館，所藏展品約有1.5萬件。除了綜合美術館之外，神奈川縣還擁有藤子·F·不二雄博物館、川崎市岡本太郎美術館等聚焦藝術家個人的美術館。箱根是日本的一大私立美術館的集中地區，擁有POLA美術館、箱根美術館、箱根雕刻森林美術館等私立美術館。橫須賀美術館、平塚市美術館則是三浦半島及湘南地區代表性的美術館。
神奈川縣立歷史博物館開設於1967年，舊名神奈川縣立博物館，是日本公立綜合博物館的先驅。1995年後，神奈川縣立博物館的自然史部分獨立為神奈川縣立生命之星·地球博物館，神奈川縣立歷史博物館則專注於人文領域。神奈川縣有眾多企業設立的專注於特定領域的企業博物館，如日本郵船歷史博物館、日清食品的合味道博物館、東急電鐵的電車與巴士博物館、東芝未來科學館。
神奈川縣立圖書館開設於1954年，本館位於橫濱市西區紅葉丘，建築由前川國男設計。2022年，神奈川縣立圖書館本館新館竣工。神奈川縣立川崎圖書館位於川崎市高津區。和專注收集社會、人文系資料的神奈川縣立圖書館相對，川崎圖書館則收藏蒐集工學、產業技術、自然科學領域的圖書，並擁有日本屈指的公司史藏書規模。2019年時，神奈川縣的兩座縣立圖書館合計收藏有超過120萬冊圖書。位於橫濱市中區的放送圖書館專門蒐集電視廣播的歷史資料，並向公眾免費開放。

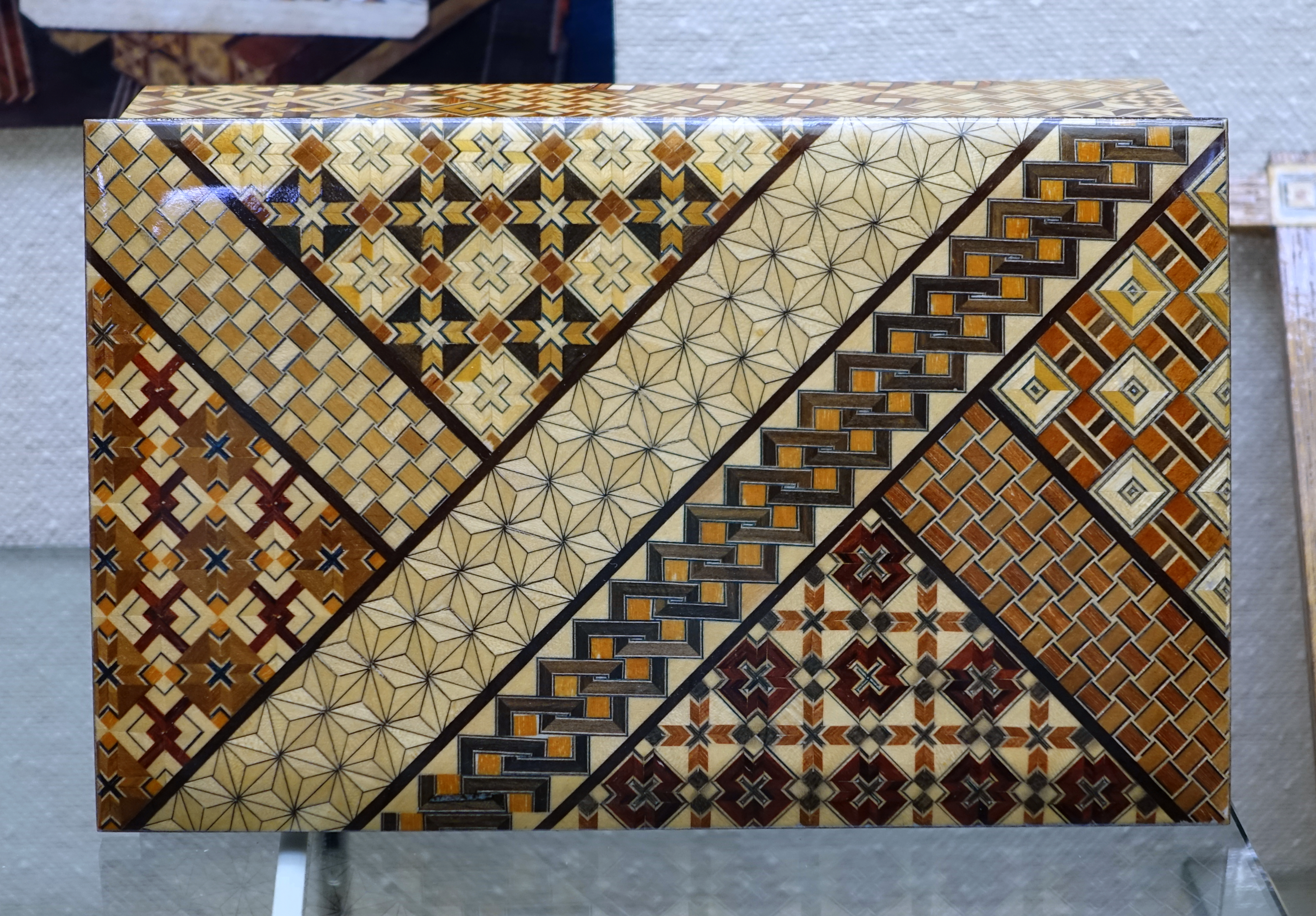
箱根寄木細工

### 傳統工藝
神奈川縣的鎌倉雕、箱根寄木細工、小田原漆器被列入經濟產業省指定的指定傳統的工藝品。鎌倉雕起源於鎌倉時代禪宗傳入日本，最初是佛教工藝品，但在江戶時代隨茶道的普及而擴大至民間。寄木細工是箱根地區利用當地樹木資源生產的傳統工藝品，其傳統紋樣超過60種，可分為「挽物」（使用陶輪生產的器具）和「指物」（主要指箱形器具）兩種類型。小田原漆器起源於室町時代中期，並站戰國時代得到發展，在江戶時代中期確立技術。其產品範圍橫跨生活用品至武具。除了上述三種工藝品之外，神奈川縣還擁有相州不倒翁、大山陀螺、湘南七寶燒、三崎大漁旗等傳統工藝品。

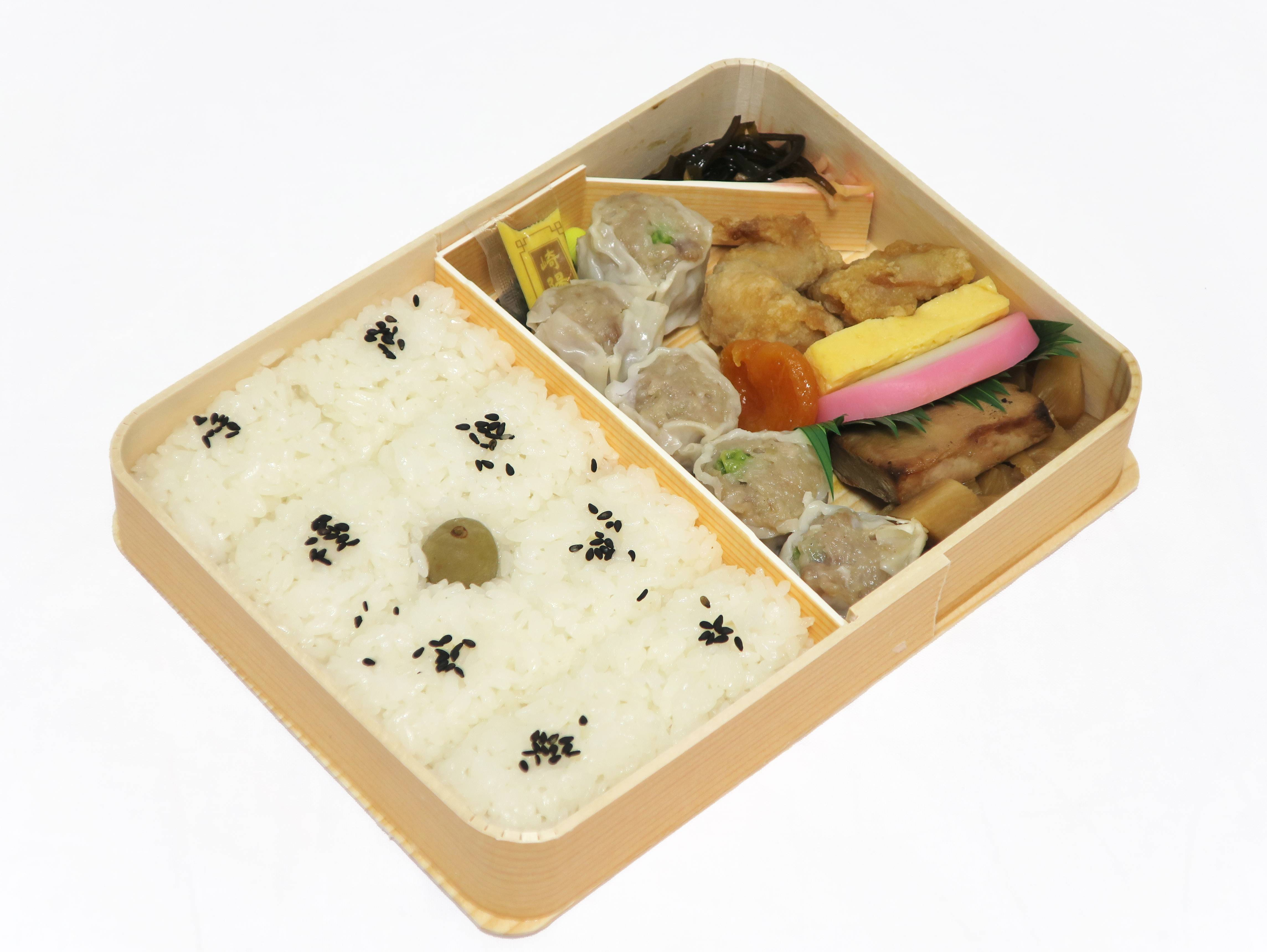
崎陽軒燒賣便當是橫濱車站具代表性的鐵路便當

### 節慶活動
小田原北條五代祭和在座間市舉辦的大風箏祭是神奈川縣在黃金周時期的兩大活動。前者再現了後北條氏統治時期的景象；後者吸引約10萬人參觀，使用的最大的風箏重量達約一噸。每年6月2日前後舉辦的橫濱開港祭是紀念橫濱在1859年對外開港的活動，自1981年開始舉辦，是橫濱市民規模最大的集體活動。湘南平塚七夕祭是關東三大七夕祭之一。神奈川大和阿波舞有超過40年的歷史，是神奈川夏季最大的阿波舞活動，亦是「關東三大阿波舞」之一。箱根大名行列再現了江戶時代大名參勤交代的景觀，在每年11月3日文化之日舉行。 

### 飲食
卷纖湯據傳起源於鎌倉市建長寺，是神奈川縣具代表性的傳統鄉土料理。大山地區的豆腐料理亦是神奈川縣具代表性的傳統鄉土料理。近代之後，作為日本最早全面接受西洋文化的地區之一，神奈川縣是外國菜餚進入日本的窗口，亦因此使得外國菜餚成為神奈川縣飲食文化的重要部分。如燒賣就是神奈川縣具代表性的食品之一。橫濱公司崎陽軒不僅是日本著名燒賣企業，甚至在台灣開設有店鋪。日式拿坡里義大利麵亦發祥於橫濱。舊日本海軍的代表菜餚海軍咖哩是橫須賀市的代表飲食，已有超過百年歷史。

## 教育

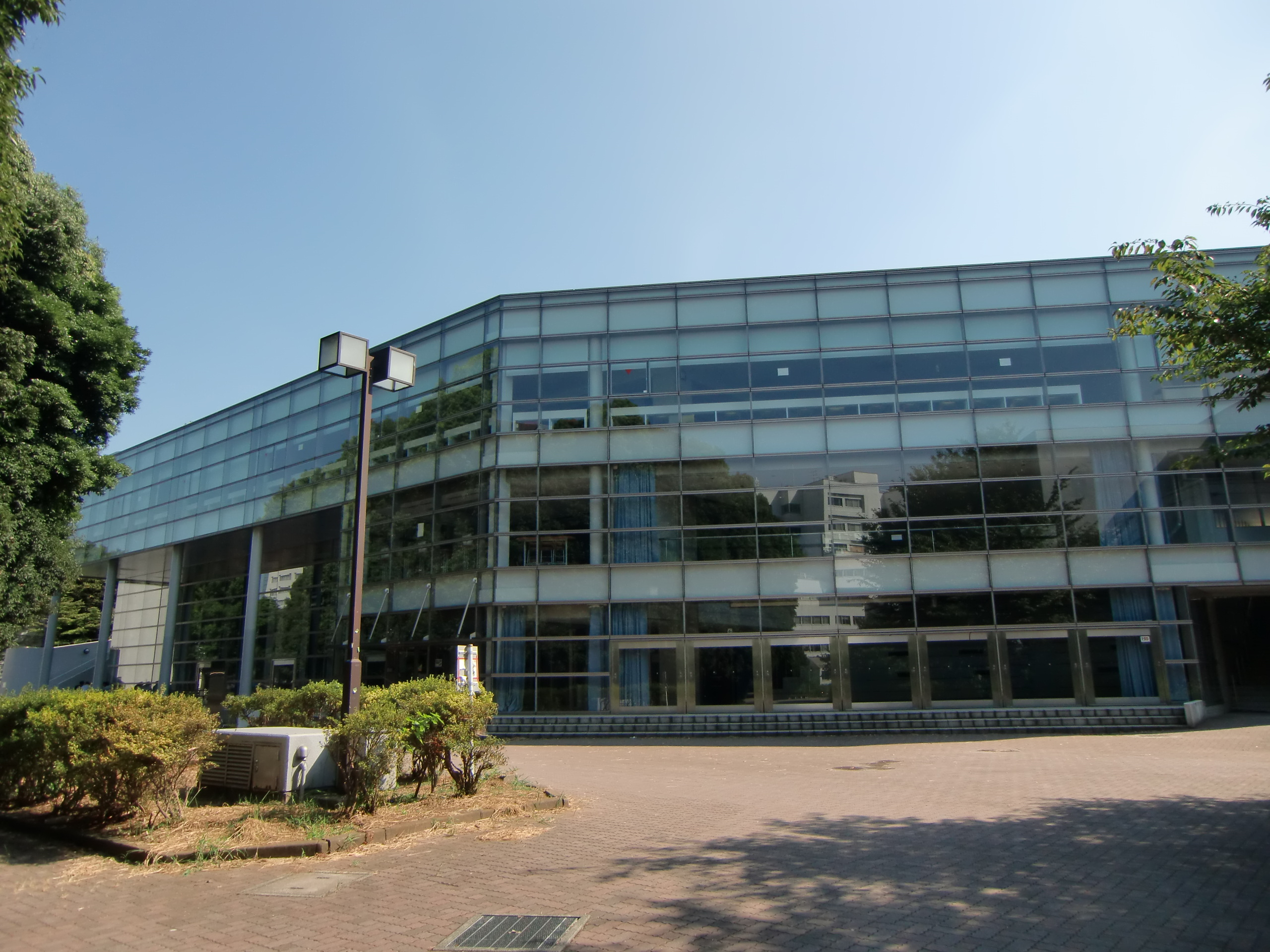
橫濱國立大學圖書館

神奈川縣現在有52所四年制大學、2所大學院大學、14所短期大学。2021年時，神奈川縣大學生人口約有18.4萬人，在日本全國名列第四。神奈川縣規模最大的國立大學橫濱國立大學創立於1949年，其前身是創立於1876年的橫濱師範學校，總部位於橫濱市保土谷區。橫濱國立大學現在是擁有五個學部和超過9,000名學生的綜合性大學。橫濱市立大學則是神奈川縣規模最大的公立大學，前身是設立於1882年的橫濱商法學校，正式創立年份則是1949年。橫濱市立大學總部位於橫濱市金澤區，現在設有五個學部，學生人數超過5,000人。主要校區位於神奈川縣的大型綜合性私立大學有創建於1928年神奈川大學、創立於1949年的關東學院大學等大學。日本私學界的名門慶應義塾大學在神奈川縣內設有日吉、矢上、湘南藤澤三個大型校區。明治大學（在川崎市設有生田校區）、青山學院大學（在相模原市設有相模原校區）、專修大學（在川崎市設有生田校區）等綜合性私立大學亦在神奈川縣設有校區。
2019年時，神奈川縣有889所小學、476所中學校和235所高等學校。慶應義塾大學的附屬高校慶應義塾高等學校是神奈川縣代表性的進學校之一。神奈川縣立柏陽高等學校、神奈川縣立厚木高等學校等高校被文部科學省指定為超級科學高校。

## 體育

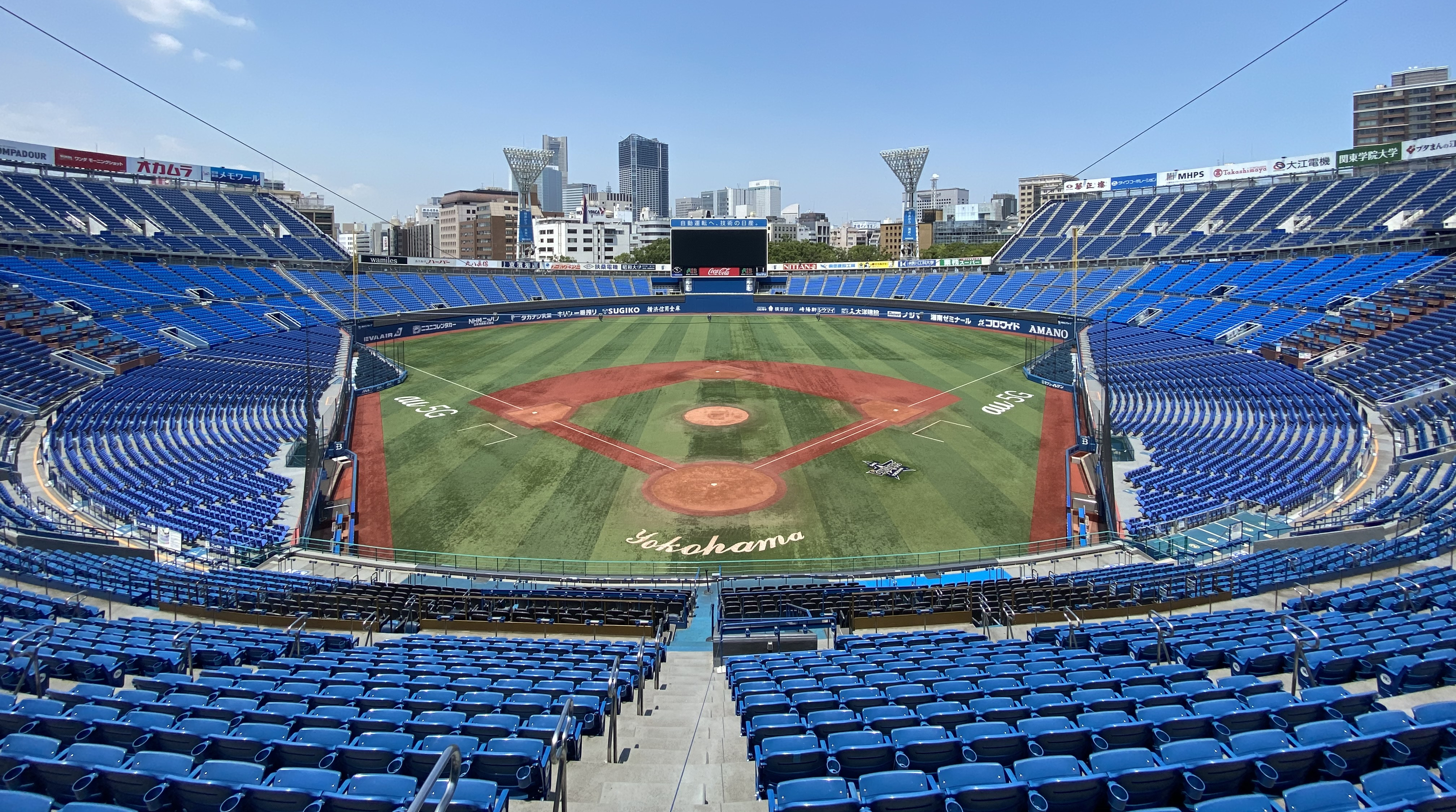
橫濱球場是橫濱DeNA海灣之星的主場球場

橫濱DeNA海灣之星是日本職棒現在唯一以神奈川縣內地區為主場的球隊，迄今在1960年和1998年兩次獲得日本冠軍。位於橫濱公園的橫濱球場是橫濱DeNA海灣之星的主場球場，亦是2020年夏季奧林匹克運動會棒球和壘球比賽的舉辦場地之一。神奈川縣是高中棒球的激戰區。神奈川縣的高中迄今七次獲得全國高等學校棒球錦標賽冠軍，和東京都、兵庫縣、廣島縣、愛媛縣並列第四位。橫濱中學校及高等學校、東海大學附屬相模高等學校及中等部均曾兩度獲得全國高等學校棒球錦標賽冠軍。神奈川縣的足球運動亦十分興盛，擁有橫濱水手、川崎前鋒、湘南比馬、橫濱FC、橫濱體育及文化會、相模原體育會以及川崎海牛七家J聯賽球隊。位於橫濱市港北區的日產體育場在2002年國際足協世界盃舉辦了包括決賽在內的四場比賽。
除了棒球和足球這兩大體育項目之外，神奈川縣亦擁有橫濱海盜和川崎勇者雷霆兩個B聯賽球隊，以及橫濱佳能鷹和三菱重工相模原靈動豬兩個職業橄欖球球隊。1920年開始舉辦，每年新年在東京大手町至箱根蘆之湖之間舉辦的箱根驛傳大部分路段位於神奈川縣境內，是日本高校體育界的一大盛事，連年吸引上百萬觀眾的沿線觀看:397。神奈川縣的水上體育亦十分興盛，湘南海岸及三浦半島是日本衝浪、帆船等海上體育的一大聖地:362-364。

## 觀光

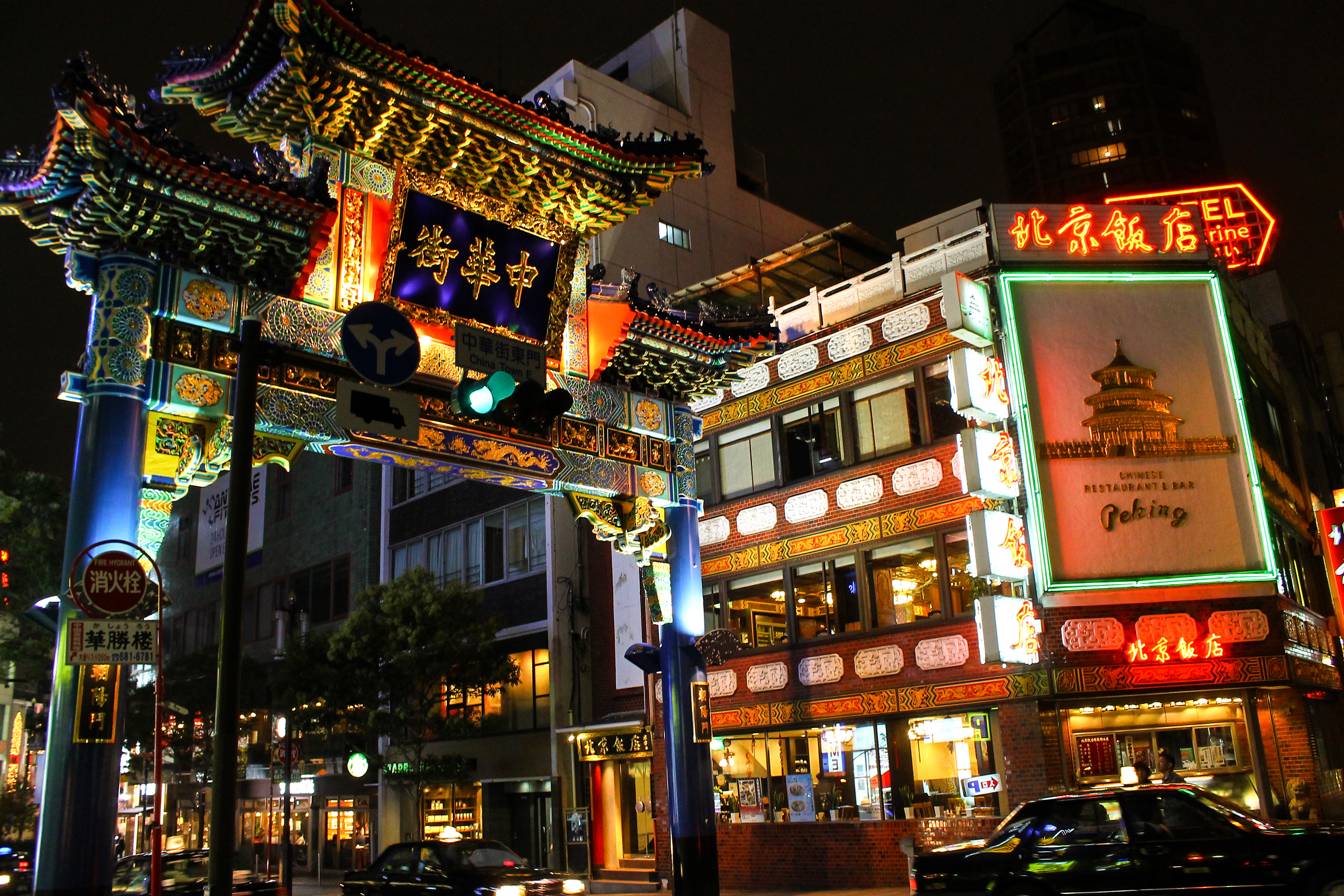
橫濱中華街夜景

神奈川縣觀光資源豐富。據2021年地域品牌調査，神奈川縣的魅力度在各都道府縣排名第六位。2019年，神奈川縣的觀光客人數達2億467萬人次，其中在神奈川縣過夜的觀光客有1,735萬人次。橫濱·川崎地區是神奈川縣觀光客最多的地區，其次是湘南地區和箱根·湯河原地區；觀光客中有249萬人是外國人。川崎市的平間寺又名川崎大師，已有近900年的歷史，是日本每年初詣參拜人數最多的寺院之一。川崎市的眾多工廠現在亦成為重要的觀光資源，工廠夜景遊船及巴士吸引眾多遊客。
橫濱市的港未來21地區不僅是橫濱市新興的CBD，亦獲得了「都市景觀100選」入選的肯定，擁有臨港公園等景點。橫濱開港後最先得到開發的中區現仍保留有橫濱紅磚倉庫、象鼻公園等關東大地震之前修建的地標。橫濱中華街是日本規模最大的唐人街，其歷史開始於18世紀後期，聚集了眾多中餐廳及亞洲物產店:326-327。副都心線和東橫線的直通運轉開始之後，橫濱中華街的遊客數更加增加，吸引了眾多埼玉縣方面的遊客。同樣位於橫濱市中區的山下公園、元町公園是橫濱市代表性的都市公園。前者是關東大地震後利用瓦礫填海的產物；後者保存有眾多橫濱開港初期的西洋式歷史建築。三溪園曾是企業家原富太郎的邸宅，亦是橫濱市少見的大規模傳統日式庭園，內有10棟重要文化財建築。位於金澤區的橫濱八景島海島樂園則是橫濱市的主要遊樂園兼水族館，亦是眾多電影電視劇的取景地。

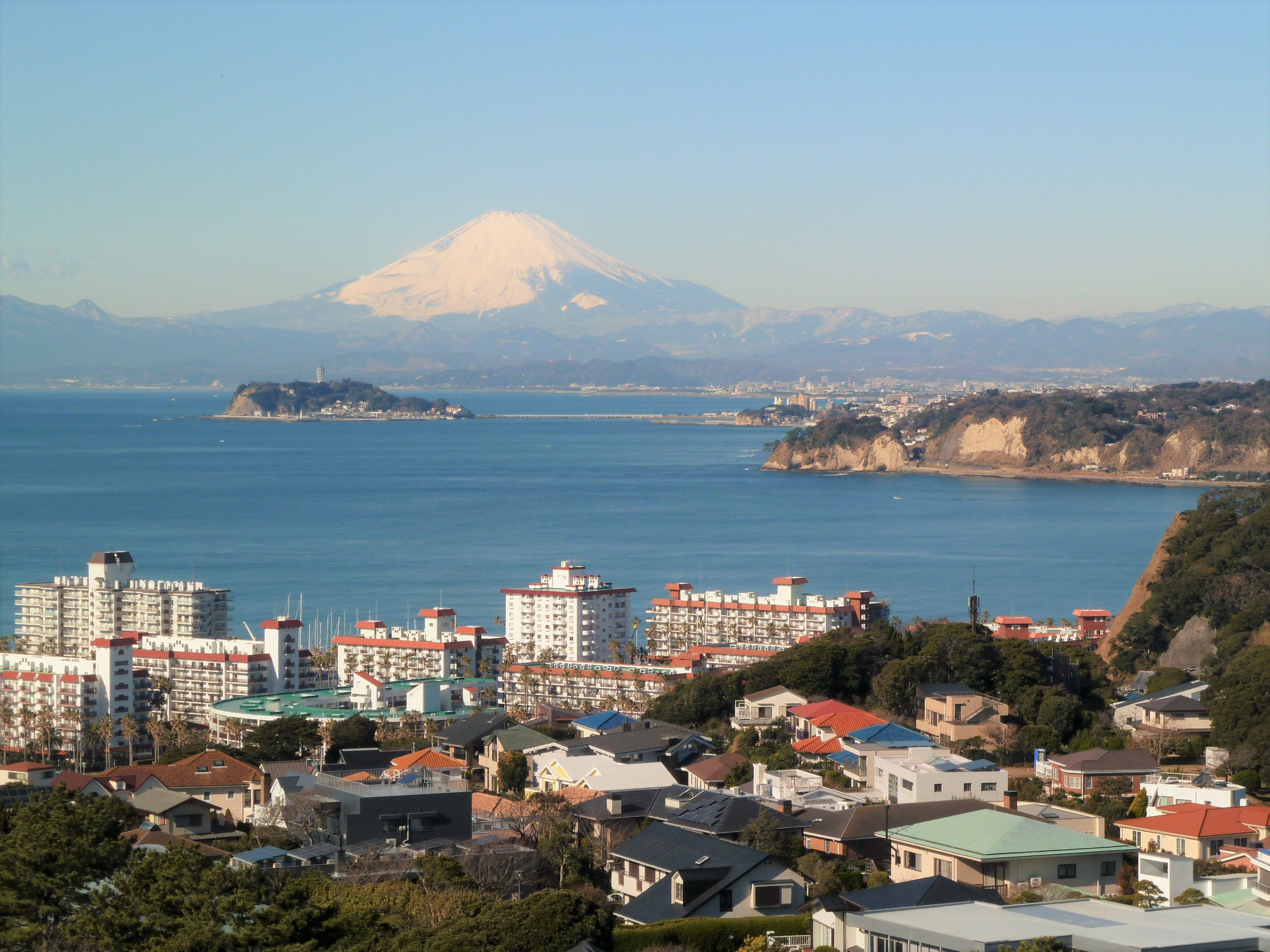
自三浦半島望江之島及富士山

相模灣沿岸的湘南海岸作為觀光地的歷史開始於明治時代初期:348。大磯在1885年開設了海水浴場，是湘南最初的海水浴場:348。此後鎌倉、片瀨等地亦相繼開設了海水浴場及療養設施:348。1887年橫濱至國府津之間的東海道線開通之後，湘南的觀光開發更得以加速:348。兼具自然海蝕景觀與人文歷史的江之島是湘南觀光的核心地區:349-351。開業於1957年的大磯長灘是日本水上樂園的先驅。靠近湘南的鎌倉市憑藉其古都景觀常年吸引超過2,000萬人次的遊客。擁有鎌倉大佛的高德院、自鎌倉時代開始就是都市中心的鶴岡八幡宮等地是鎌倉市最著名的景點。鎌倉五山之一的圓覺寺舍利殿是日本國寶。橫須賀市則以其軍港景觀而著稱。而溫暖的氣候及海岸風光亦促成湘南海岸及其鄰近的三浦半島成為一大度假區。日本皇室在這一地區設有葉山御用邸。眾多社會名流和富裕人士亦在湘南、鎌倉、三浦半島地區擁有別墅:351-352。
神奈川縣央的丹澤山地地區遠足活動興盛:379-380。丹澤山地的部分地區被指定為丹澤大山國定公園；其東南端的大山有大山阿夫利神社，吸引眾多信者參拜:378-379。位於神奈川縣西南部的箱根溫泉在2005年有491處源泉，湧出量佔日本全國的0.8%:390。箱根溫泉的泉質多達14種，有「溫泉百貨店」之稱:390。憑藉優良的泉質和以富士山為背景的優美景觀，箱根在江戶時代就已經是一大溫泉觀光地:391-392。明治維新之後，箱根因其涼爽的氣候而成為外國人偏愛的避暑療養地，修建了眾多別墅和酒店:392。此後日本皇室及政財界大佬亦開始在箱根修建別墅，使得箱根發展為一大溫泉療養地:392-393。20世紀初期箱根登山鐵道的開業令箱根的連外交通大幅改善，使得箱根成為大眾階層亦觸手可及的觀光地:394-395。戰後的箱根除了溫泉和度假設施，亦修建了眾多文化設施，如1969年開業的箱根雕刻森林美術館，令箱根成為一大美術館聚集地:396-397。1960年時，箱根全年的觀光客有950萬人次；在1991年，這一數字增加到2,247萬人次:396。近年箱根的觀光人數受火山活動影響較強。2017年時，箱根町的觀光客人數有2,152萬人次，其中住宿客有469.4萬人次。位於箱根附近、神奈川縣西南端的湯河原地區同樣是神奈川縣的一大溫泉觀光地。箱根觀光的入口小田原市以其的城下町歷史而著稱。小田原城是日本100名城之一，亦是小田原市最重要的觀光景點。

## 交通
神奈川縣境內陸上交通網發達，但並沒有民用機場。距神奈川縣最近的民用機場是和川崎市一河之隔的東京國際機場（羽田機場）。川崎市和羽田機場之間有橋樑連接。

### 鐵路

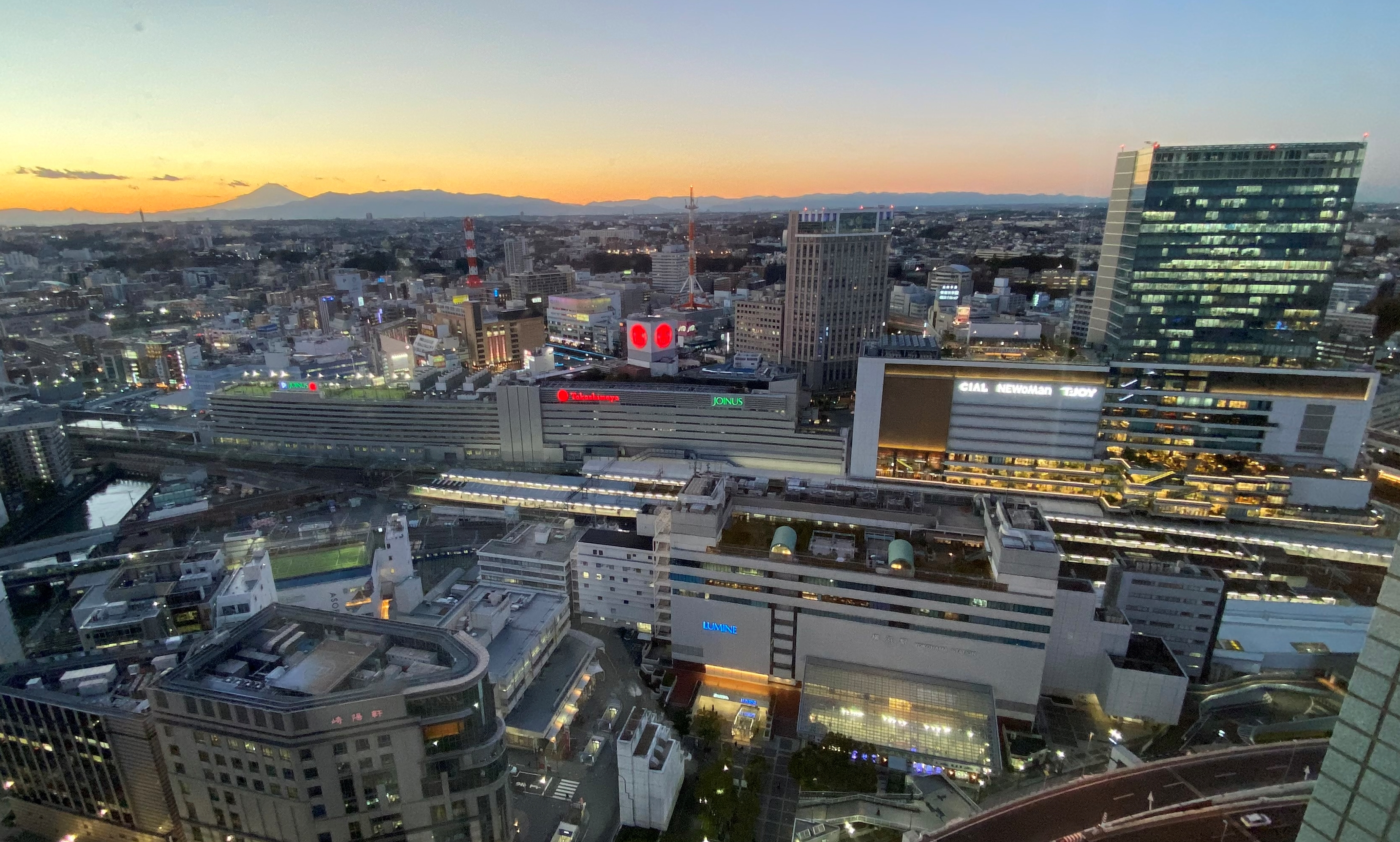
橫濱車站是神奈川縣最大的鐵路樞紐

神奈川縣是日本最早開通鐵路的地區。在明治時期，神奈川縣內已開通了東海道線、御殿場線、橫須賀線、橫濱線、江之島電鐵線、京急本線等線路:302。進入大正時期，神奈川縣開通了鶴見線、相模線、東橫線、相鐵本線等線路:302。1925年時，橫須賀線和東海道線即實現了鐵路電氣化:292。昭和時代之後，以1927年小田原線的通車為開始，至戰後田園都市線的通車，神奈川縣內陸的鐵路網有明顯發展:303。然而鐵路網的擴充仍不足以滿足人口增加帶來的需求。東海道線在1960年代曾創出過300%的乘車率:305。對此各家鐵路企業通過複線化、擴充直通運轉、跨線運行（如湘南新宿線的開通）等方式緩解通勤擁擠的問題:305。
現在神奈川縣內的鐵路總長度超過650公里，車站數接近400個；每日鐵路乘客約有800萬人次，其中以橫濱站的乘客最多，其次是武藏小杉站、川崎站、藤澤站。JR東日本是神奈川縣內鐵路里程最長的業者，在神奈川縣內擁有8條鐵路路線。JR東海在神奈川縣內亦有東海道新幹線及御殿場線的部分路段。大手私鐵企業中，東急電鐵、京濱急行電鐵、相模鐵道、小田急電鐵、京王電鐵均有路線途徑神奈川縣縣內。横滨市营地铁是神奈川縣唯一的地鐵，有藍線和綠線兩條路線。除了上述企業的路線之外，神奈川縣內亦有橫濱高速鐵道的港未來線（實質和東橫線一體運行）；路面電車江之島電鐵線；湘南單軌電車江之島線；旅客捷運系統金澤海岸線；登山列車箱根登山鐵道；小田原地區的民營鐵路伊豆箱根鐵道大雄山線等鐵路路線。
近年神奈川縣鐵路仍在擴充，以神奈川東部方面線最為重要。這條路線包括相鐵·JR直通線、相鐵新橫濱線和東急新橫濱線三個部分，使相鐵列車得以通過JR東日本和東急電鐵直通運轉進入東京都心。在JR東海的中央新幹線計劃中，亦有在相模原市橋本車站設站的構想。

### 巴士

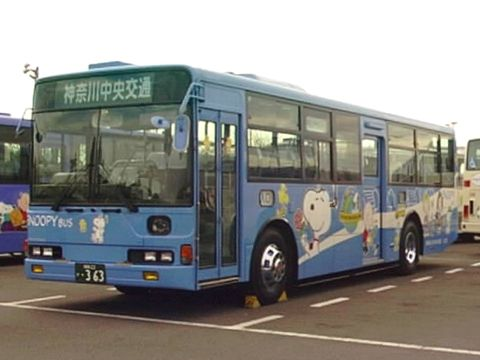
神奈川中央交通是神奈川縣最大的巴士業者

神奈川縣的主要巴士業者多是大手私鐵的子公司，其經營路線範圍亦多在母公司沿線，例如京濱急行巴士的巴士路線主要在橫濱至三浦半島地區；同為京急集團成員的川崎鶴見臨港巴士的營業地區川崎市東部和橫濱市鶴見區同樣是京急沿線；東急巴士的巴士路線亦主要集中在川崎市和橫濱市北部的東急沿線地區；相鐵巴士的路線多分佈在橫濱市內陸至海老名市。小田急集團成員神奈川中央交通則是神奈川縣覆蓋範圍最廣的巴士業者。江之電巴士是湘南地區的主要巴士業者之一。橫濱市交通局是神奈川縣最大的公營巴士業者，經營橫濱市營巴士。位於橫濱站東口的YCAT是神奈川縣一大高速巴士樞紐。

### 公路
2018年時，神奈川縣的道路總長度有25,848公里，其中國家高速公路有81公里、一般國道有717公里、縣道有1,419公里，市町村道有23,631公里。在包括橫濱市、川崎市在內的神奈川縣東部大部分地區，道路面積佔行政區面積的12%以上。包括東名高速公路、橫濱橫須賀道路、小田原厚木道路、第三京濱道路等高速公路均途徑神奈川縣。連接川崎市和千葉縣木更津市的東京灣跨海公路是世界最大規模的海洋土木工程之一。現在神奈川縣有高速橫濱環狀南線、橫濱湘南道路、相模縱貫道路等高速公路修建計劃。

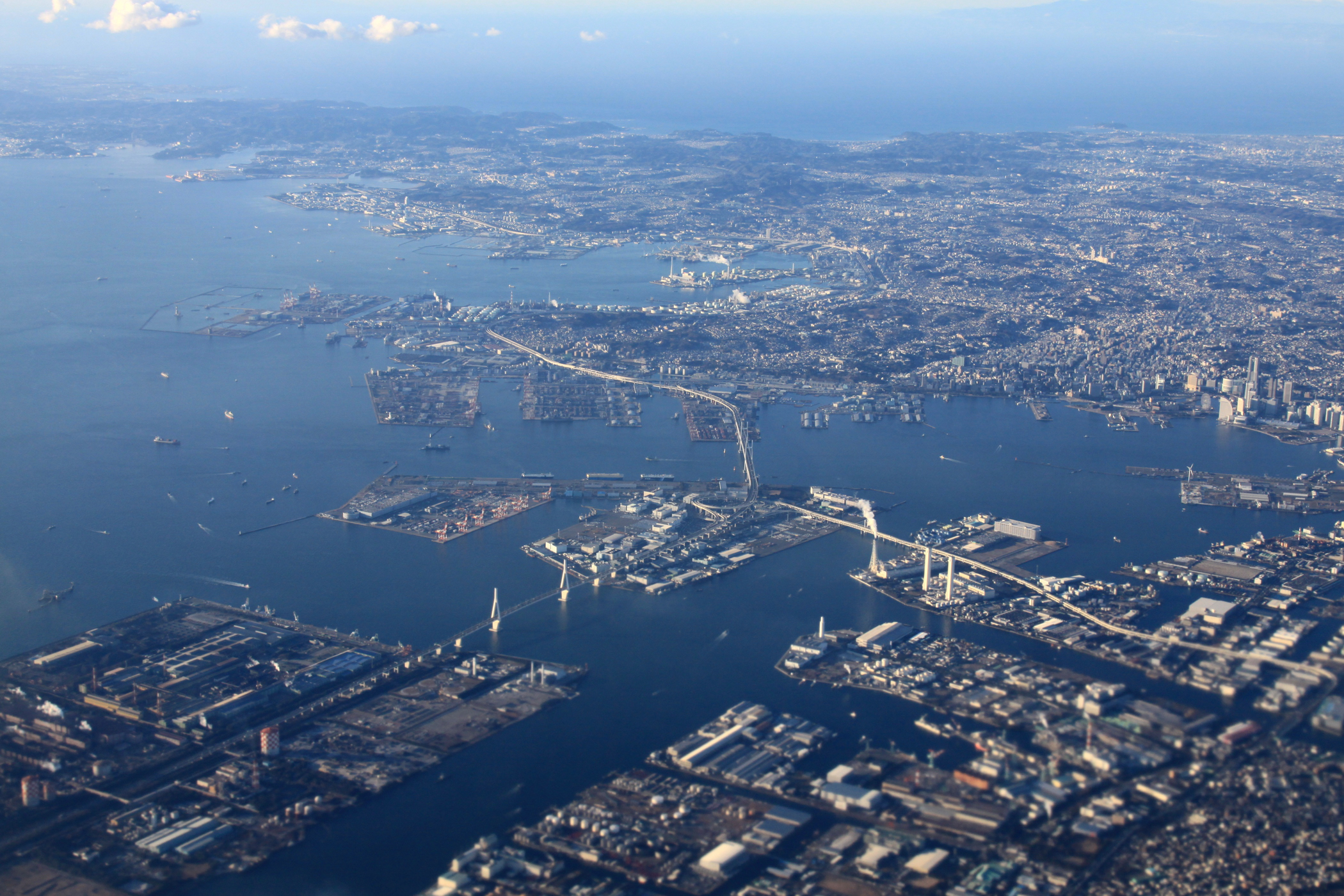
自川崎港至橫須賀港的空拍圖

### 水運
橫濱港、川崎港、橫須賀港是神奈川縣的三大主要港口，由所在城市管理。橫濱港開港於1859年，是幕末日本開國後最初對外開放的港口之一。此後橫濱港規模不斷擴大，成為東日本最重要的港口之一。現在的橫濱港以本牧碼頭、大黑碼頭、南本牧碼頭三個碼頭為中心，其中南本牧碼頭是日本規模最大的碼頭，可停靠1萬TEU級以上的大型貨櫃船。橫濱港的貨櫃作業效率亦被評為世界第一。2021年，橫濱港的貨物吞吐量達1億480萬噸；主要出口貨物是汽車、汽車零部件；主要進口貨物是石油、液化天然氣。除了貨運之外，橫濱港亦積極發展客運。2002年大棧橋客船碼頭的竣工大幅提高了橫濱港的郵輪停靠能力。2019年，橫濱港的外國籍郵輪停靠次數達188次，在日本港口名列第三位。川崎港的歷史開始於20世紀初期。和貿易港的橫濱港不同的是，川崎港在開港之初作為工業港開始發展。2020年時，川崎港的貨物吞吐量有6,763萬噸。為適應貨櫃船的大型化趨勢，橫濱港和川崎港現在均在進行擴建。橫須賀港則有著濃厚的軍港色彩，是海上自衛隊及駐日美軍的一大據點。除了這三座市管理港口外，神奈川縣還在相模灣沿岸擁有葉山港、湘南港、大磯港、真鶴港四個縣管理港灣。

## 友好交流政區
神奈川縣和以下外國政區有簽有友好交流協議：
| 政區        | 國家     | 締結日期       |
| ----------- | -------- | -------------- |
| 馬里蘭州    | 美国     | 1981年04月23日 |
| 遼寧省      | 中国     | 1983年05月12日 |
| 巴登-符騰堡 | 德国     | 1989年11月24日 |
| 京畿道      |          | 1990年04月24日 |
| 敖得薩州    | 乌克兰   | 1986年10月14日 |
| 檳城        | 马来西亚 | 1991年10月03日 |
| 西約塔蘭省  | 瑞典     | 1993年10月21日 |
| 黄金海岸    |          | 1990年08月14日 |

## 註释
1. ↑  與千葉縣無直接接壤，而是以東京灣跨海公路連結。

## 外部連結
- 神奈川縣官方網站 （页面存档备份，存于） （日語）
- 神奈川旅遊官方網站 （页面存档备份，存于） （日語和英語）
- 神奈川縣廳廣報部門（知事室）的X（前Twitter）（日語）
- 神奈川朋友（地域政策課）的Instagram帳戶（日語）